# Ocupación japonesa de Borneo
Antes del estallido de la Segunda Guerra Mundial en el Pacífico, la isla de Borneo estaba dividida en cinco territorios. Cuatro de los territorios estaban en el norte y bajo control británico: Sarawak, Brunéi, Labuán, una isla y Borneo Septentrional; mientras que el resto y la mayor parte de la isla estaban bajo la jurisdicción de las Indias Orientales Neerlandesas.
El 16 de diciembre de 1941, las fuerzas japonesas desembarcaron en Miri, Sarawak, después de haber zarpado de la bahía de Cam Ranh en la Indochina francesa. El 1 de enero de 1942, la armada japonesa desembarcó sin oposición en Labuán. Al día siguiente, 2 de enero de 1942, los japoneses desembarcaron en Mempakul, en el territorio de Borneo Septentrional. Después de negociaciones sobre la rendición de Jesselton con los oficiales a cargo de Jesselton y esperando refuerzos de tropas, Jesselton fue ocupada por los japoneses el 8 de enero. Sin embargo, los japoneses tardaron hasta finales de mes en conquistar todo el territorio del Borneo británico. Posteriormente, los japoneses rebautizaron la parte norte como Borneo del Norte (北ボルネオ, Kita Boruneo), Labuán como Isla Maida (前田島, Maeda-shima) y los territorios holandeses vecinos como Borneo del Sur (南ボルネオ, Minami Boruneo). Por primera vez en la historia moderna, todo Borneo estaba bajo un solo gobierno.
El Borneo británico estuvo ocupado por los japoneses durante más de tres años. Promovieron activamente la japonización de la población local al exigirles que aprendieran el idioma y las costumbres japonesas. Los japoneses dividieron Borneo del Norte en cinco administraciones provinciales (shus) y construyeron aeródromos. Los japoneses operaron varios campos de prisioneros de guerra. Los soldados aliados y la mayoría de los funcionarios coloniales fueron detenidos en ellos, junto con miembros de movimientos clandestinos que se oponían a la ocupación japonesa. Mientras tanto, los líderes malayos locales se mantuvieron en sus puestos bajo la vigilancia japonesa y muchos trabajadores extranjeros fueron llevados al territorio.
Hacia finales de 1945, los comandos australianos fueron desplegados en la isla por submarinos estadounidenses con la Z Special Unit realizando operaciones de inteligencia y entrenando a miles de indígenas para luchar contra los japoneses en la guerra de guerrillas en la campaña de Borneo en preparación para la llegada de los principales misiones de liberación aliadas. Tras los desembarcos en Borneo Septentrional y Labuán del 10 de junio de 1945 por una combinación de fuerzas australianas y estadounidenses, la isla de Borneo fue liberada. La Administración militar británica reemplazó formalmente a los japoneses el 12 de septiembre de 1945.

## Antecedentes
Artículo principal: Esfera de Coprosperidad de la Gran Asia Oriental

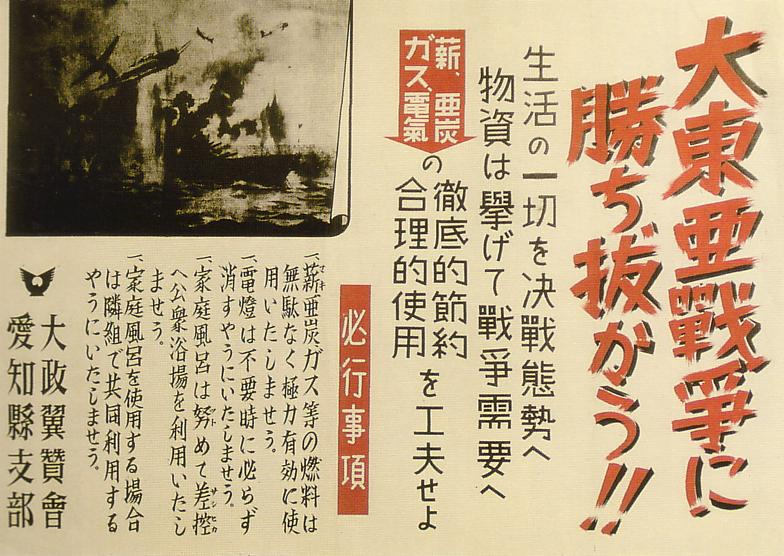
Un cartel japonés publicado después del comienzo de la guerra del Pacífico, con el eslogan principal traducido como "¡Ganemos la Gran Guerra del Asia Oriental!"

La intención japonesa de obtener el control de Borneo se asoció con el concepto de una Gran Asia Oriental unificada. Esto fue desarrollado por el general Hachirō Arita, un ideólogo del ejército que ejerció como ministro de Relaciones Exteriores de 1936 a 1940. Los líderes japoneses imaginaron una Asia guiada por Tokio sin interferencia occidental y compararon el Imperio japonés con un equivalente asiático de la Doctrina Monroe. Japón consideraba que la isla tenía una importancia estratégica, ya que se encontraba en las principales rutas marítimas entre Java, Sumatra, Malasia y las Célebes. El control de estas rutas era vital para asegurar el territorio.
Con la Alianza anglo-japonesa, los inmigrantes japoneses habían sido bienvenidos desde el siglo XX. Empresas como Mitsubishi y Nissan estaban involucradas en el comercio con el territorio. Los inmigrantes japoneses también habían estado en el Raj de Sarawak desde 1915, algunos de ellos trabajaban como vendedores ambulantes y algunas mujeres japonesas trabajaban en zona roja. Esto presentó oportunidades para el espionaje, que fueron aprovechadas por el ejército japonés, especialmente a partir de 1930. Los telegramas secretos revelaron que los barcos japoneses que atracaban regularmente en Jesselton se dedicaban al espionaje. En 1940, los estadounidenses y los británicos habían impuesto un embargo a las exportaciones de materias primas a Japón debido a su continua agresión en China y la invasión japonesa de la Indochina francesa. Japón, que padecía una escasez crónica de recursos naturales, necesitaba un suministro seguro, especialmente de petróleo, para lograr su objetivo a largo plazo de convertirse en la principal potencia de la región del Pacífico. El sudeste asiático, que en su mayoría consistía en colonias europeas, se convirtió posteriormente en un objetivo principal para Japón. También esperaba obtener recursos para poner fin al período del colonialismo occidental.

## Invasión
Artículo principal: Campaña de Borneo (1941-1942)
El plan de invasión japonés requería que los territorios británicos fueran tomados y retenidos por el Ejército Imperial Japonés (EIJ) y los territorios holandeses al sur por la Armada Imperial Japonesa (AIJ). La AIJ asignó la 35.ª Brigada de Infantería al norte de Borneo. La brigada fue dirigida por el mayor general Kiyotake Kawaguchi y constaba de unidades previamente estacionadas en Cantón, en el sur de China. El 13 de diciembre de 1941, el convoy de invasión japonés partió de la bahía de Cam Ranh en la Indochina francesa, escoltado por el crucero Yura, los destructores de la 12.ª División de Destructores Murakumo, Shinonome, Shirakumo y Usugumo, el cazasubmarinos CH-7 y el buque depósito de aviones Kamikawa Maru. Diez barcos de transporte llevaron el grupo de avanzada de la fuerza de invasión. La Fuerza de Apoyo, comandada por el contraalmirante Takeo Kurita, estaba formada por los cruceros Kumano y Suzuya y los destructores Fubuki y Sagiri. Las fuerzas japonesas tenían la intención de capturar Miri y Seria, luego avanzar hacia Kuching y los aeródromos cercanos. El convoy avanzó sin ser detectado y, al amanecer del 16 de diciembre, dos unidades de desembarco aseguraron Miri y Seria con poca resistencia de las fuerzas británicas.

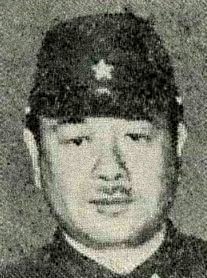
El mayor general Kiyotake Kawaguchi, comandante de la fuerza de invasión.

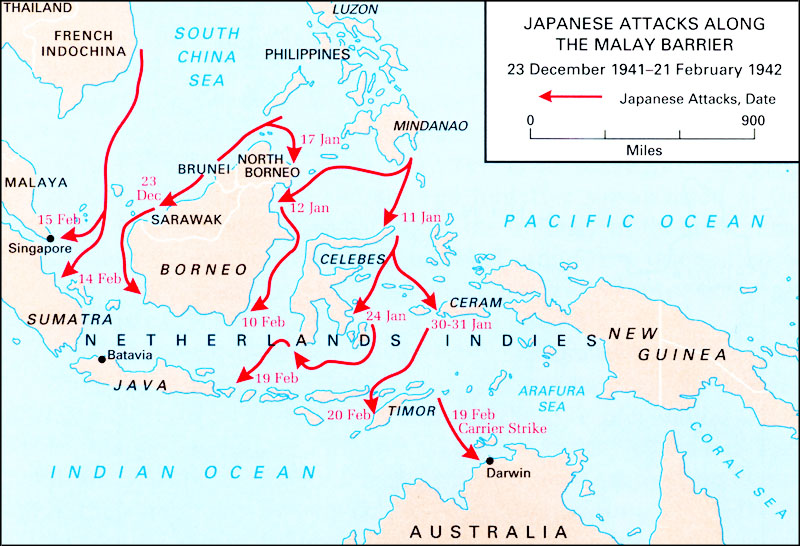
Movimiento militar japonés en el área del Comando Estadounidense-Británico-Neerlandés-Australiano (ABDACOM) de 1941 a 1942.

Kuala Belait y Lutong fueron capturadas el mismo día con alrededor de 10.000 soldados japoneses sobre el terreno. El 22 de diciembre, se capturó la ciudad de Brunéi y la principal fuerza japonesa se movió hacia el oeste hacia Kuching después de asegurar los campos petrolíferos en el norte de Sarawak. La fuerza aérea japonesa bombardeó el aeródromo de Singkawang para disuadir cualquier ataque holandés. Después de que los escoltas expulsaran a un submarino holandés solitario, el grupo operativo japonés entró en la desembocadura del río Santubong el 23 de diciembre. El convoy, que incluía 20 transportes que transportaban tropas japonesas comandadas por el coronel Akinosuke Oka, llegó frente al cabo Sipang y había completado el desembarco a la mañana siguiente. El 2.º Batallón del 15.º Regimiento de Punjab, que estaba estacionado en Kuching, era la única unidad de infantería aliada en la isla. Aunque resistieron el ataque japonés al aeródromo, pronto fueron superados en número y se retiraron por el río Santubong. El 25 de diciembre, las tropas japonesas capturaron con éxito el aeródromo de Kuching. El Regimiento de Punjab se retiró a través de la jungla hasta el área de Singkawang.

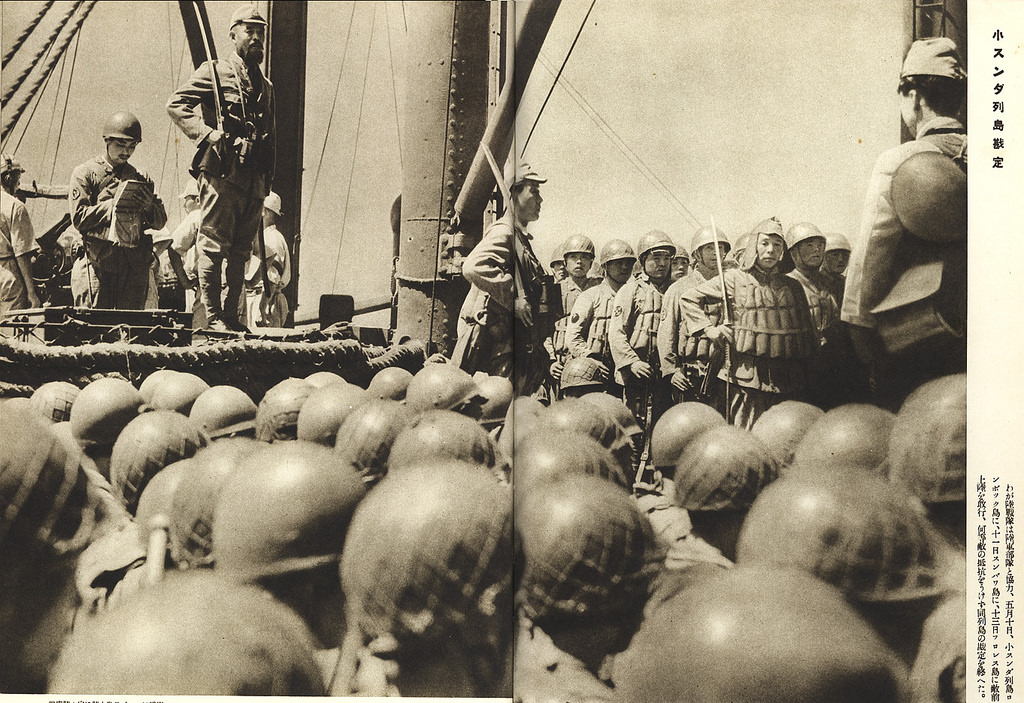
Paracaidistas japoneses de la 2.ª Fuerza de Desembarco Naval de Yokosuka bajo el mando del teniente coronel Genzo Watanabe (de pie, arriba a la izquierda) en un barco de transporte que se dirigía a Borneo antes de su invasión en diciembre de 1941.

Después de que los japoneses aseguraran Singkawang el 29 de diciembre, el resto de las tropas británicas y holandesas se retiraron más adentro en la jungla, moviéndose hacia el sur hasta Sampit y Pangkalanbun, donde se encontraba un aeródromo holandés en Kotawaringin. El 31 de diciembre, una fuerza al mando del teniente coronel Genzo Watanabe avanzó hacia el norte para ocupar el resto de Brunéi, Beaufort y Jesselton. Jesselton fue defendida por la Policía Armada de Borneo Septentrional con 650 hombres. Ofrecieron poca resistencia y la ciudad fue tomada el 9 de enero. El 3 de enero de 1942, la AIJ invadió la isla de Labuán. El 18 de enero, utilizando pequeños barcos de pesca, los japoneses desembarcaron en Sandakan, la sede del gobierno británico de Borneo del Norte. En la mañana del 19 de enero, el gobernador Charles Robert Smith se rindió en Borneo Septentrional y fue internado con su personal. Así se completó la ocupación del Borneo británico. El sur y el centro de Borneo holandés también fueron tomados por la AIJ, luego de sus ataques desde el este y el oeste. Después de diez semanas en las montañas cubiertas de selva, las tropas aliadas se rindieron el 1 de abril.

### Propaganda y asimilación

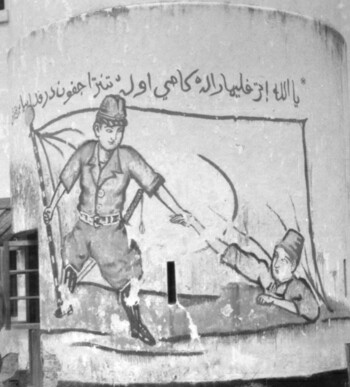
Un mural de propaganda japonesa en alfabeto kawi de un edificio en la ciudad de Kuching. El texto, en malayo, dice "Ya Allah, terpeliharalah kami oleh tentera Jepun daripada aniayai" (Oh Allah, nos salvamos de la persecución de las tropas japonesas).

El periódico Asahi Shimbun, con sede en Tokio, y el Mainichi Shimbun, con sede en Osaka, comenzaron a publicarse en malayo tanto en Borneo como en la isla de Célebes, con noticias en nombre del gobierno japonés. Tras su ocupación, los japoneses iniciaron un proceso de asimilación de la población local. Se exhibió propaganda en todos los territorios de Borneo y se exhibieron ampliamente lemas como "Asia para los asiáticos" y "Japón, la luz de Asia". El etnocentrismo fue central en este plan y se promulgaron los valores japoneses, la visión del mundo, la cultura, el espíritu, el culto al emperador y la superioridad racial.

Como parte del proceso de japonización (niponización), se instruyó a escolares y adultos para que asistieran a clases de nihon-go para aprender el idioma japonés. Los estudiantes tenían que usar uniformes y una gorra con visera con un emblema azul de sakura (flor de cerezo), que fue reemplazado por uno rojo a medida que los estudiantes obtenían calificaciones más altas. Cada mañana, los estudiantes debían cantar el himno nacional japonés con entusiasmo, seguido de una reverencia a la bandera japonesa antes de marchar a sus aulas. Esto se hizo para que la población "piense, sienta y actúe como japoneses del Asia Oriental". El trato que daban a los indígenas locales ya los inmigrantes chinos era diferente. Intentando asegurar que los indígenas locales no fueran sus enemigos, una directiva administrativa del 14 de marzo de 1942 declaró que:
No se interferirá con las costumbres, prácticas y religiones locales por el momento. El impacto de la guerra en el sustento de los nativos debe ser mitigado donde sea posible y dentro de los límites establecidos por la necesidad de hacer que las fuerzas ocupacionales sean autosuficientes y asegurar recursos vitales para la defensa nacional. Sin embargo, no se tomarán medidas con el único objeto de aplacar a los naturales.
Se aplicó un principio diferente a los chinos locales, ya que se consideraba que eran la única comunidad que podía ofrecer un serio desafío a la autoridad japonesa:
El principal objetivo, en lo que respecta a los chinos locales, será utilizar sus organizaciones y prácticas comerciales existentes en beneficio de nuestras políticas y se tomarán medidas para romper los lazos políticos entre los residentes chinos de las diversas áreas, así como entre ellos y China continental.
También se hicieron intentos para inculcar un sentimiento antioccidental en los funcionarios del gobierno local que debían asistir a clases nocturnas de japonés. A diferencia de sus homólogos en el norte de Borneo y Sarawak, que anteriormente estaban gobernados por funcionarios europeos, el sultán de Brunéi, Ahmad Tajuddin, fue retenido por los japoneses sin reducción de salario. Los funcionarios del gobierno malayo generalmente se mantuvieron en sus puestos.

## Administración

### Áreas administrativas
Bajo la ocupación japonesa, Borneo Septentrional se dividió en cinco provincias (shūs):
- Kyūchin-shū (久鎮州): 1.ª y 2.ª División, Sarawak, Islas Pontianak y Natuna.
- Shibu-shū (志布州): 3.ª División de Sarawak
- Miri-shū (美里州): 4.ª y 5.ª Divisiones de Sarawak, ciudad de Brunéi.
- Seigan-shū (西岸州): Borneo del norte occidental con Api, Beaufort, Kota Belud, Kota Marudu, Keningau, Weston y Labuán.
- Tōgan-shū (東岸州): Borneo del Noreste con Elopura, Beluran, Lahad Datu y Tawau.

Cada uno de los cinco shūs tenía un gobernador provincial japonés, o la administración permanecía en manos de la población local bajo vigilancia japonesa. Cada una de las provincias constituía prefecturas o ken (県). Jesselton y Sandakan pasaron a llamarse Api y Elopura respectivamente.

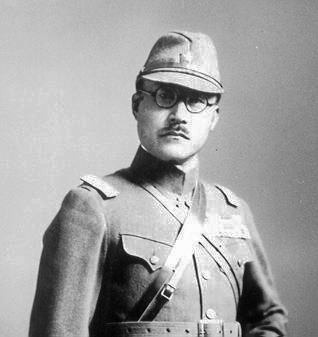
El marqués Toshinari Maeda, el primer comandante de las fuerzas japonesas en el norte de Borneo, fotografiado en 1941 antes de su muerte en 1942.

### Fuerzas de ocupación
Una vez que se aseguró Sarawak, el control del resto del Borneo británico recayó en el Destacamento Kawaguchi, mientras que el vecino Borneo Neerlandés fue administrado por la AIJ. A mediados de marzo de 1942, el destacamento de la armada se trasladó a Cebú. El 4.º Regimiento Mixto Independiente, también conocido como la Unidad Nakahata, bajo el mando del Coronel Nakahata Joichi asumió las tareas de acabar las operaciones, mantener la ley y el orden y establecer un gobierno militar. El 6 de abril de 1942, la unidad quedó bajo el mando del Ejército de Defensa de Borneo del marqués y teniente general Toshinari Maeda, quien se hizo responsable de la zona. Su cuartel general estaba inicialmente en Miri, pero Maeda lo consideró inadecuado y se mudó a Kuching. En julio, el Regimiento Nakahata se reorganizó en dos batallones de 500 hombres, los 40.º y 41.º Batallones de Infantería de Guarnición Independiente. Maeda murió junto con el mayor Hataichi Usui y el piloto-capitán Katsutaro Ano en un accidente aéreo mientras volaba a la isla de Labuán el 5 de septiembre de 1942. Luego, los japoneses rebautizaron la isla como Isla Maeda (前田島, Maeda-shima) en su honor. Maeda fue reemplazado por el teniente general Masataka Yamawaki del 5 de septiembre de 1942 al 22 de septiembre de 1944.

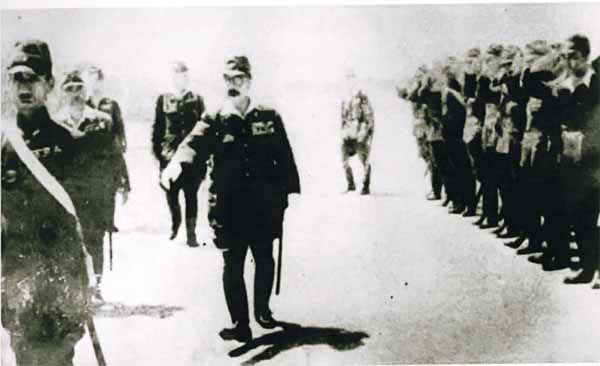
El general Hideki Tōjō del Ejército Imperial Japonés y el primer ministro de Japón inspeccionan un aeródromo en Kuching mientras las tropas japonesas saludan durante una visita el 7 de julio de 1943.

En 1943, la fuerza combinada de los batallones se había reducido a 500 hombres. El gobierno militar trasladó su sede nuevamente en abril de 1944 a Jesselton. Yamawaki fue anteriormente Director de la Oficina de Movilización de Recursos; su nombramiento en 1942 fue interpretado por los Aliados como parte de un impulso para establecer Borneo como un lugar importante para el almacenamiento de suministros y el desarrollo de la industria de apoyo. La aplicación de la ley en Borneo recayó en el Kenpeitai, la policía militar japonesa, que era directamente responsable ante el comandante militar y el Ministerio de la Guerra japonés. Tenían un poder virtualmente ilimitado y usaban con frecuencia la tortura y la brutalidad. La sede del Kenpeitai estaba en un búngalo de dos pisos en Java Street (Jalan Jawa), en Kuching. A partir de abril de 1944 se trasladó al edificio del Club Deportivo de Api. La justicia japonesa se convirtió en sinónimo de castigo fuera de toda proporción con la ofensa. Revivieron el sistema de tribunales civiles de antes de la guerra a partir de noviembre de 1942, con magistrados locales aplicando el Código Penal de Sarawak. Con el avance aliado en el Pacífico, los japoneses se dieron cuenta de que era probable que Borneo fuera retomado. El Ejército de Defensa de Borneo se reforzó con unidades adicionales y pasó a llamarse 37.º Ejército. El mando pasó al teniente general Masao Baba a partir del 26 de diciembre de 1944.

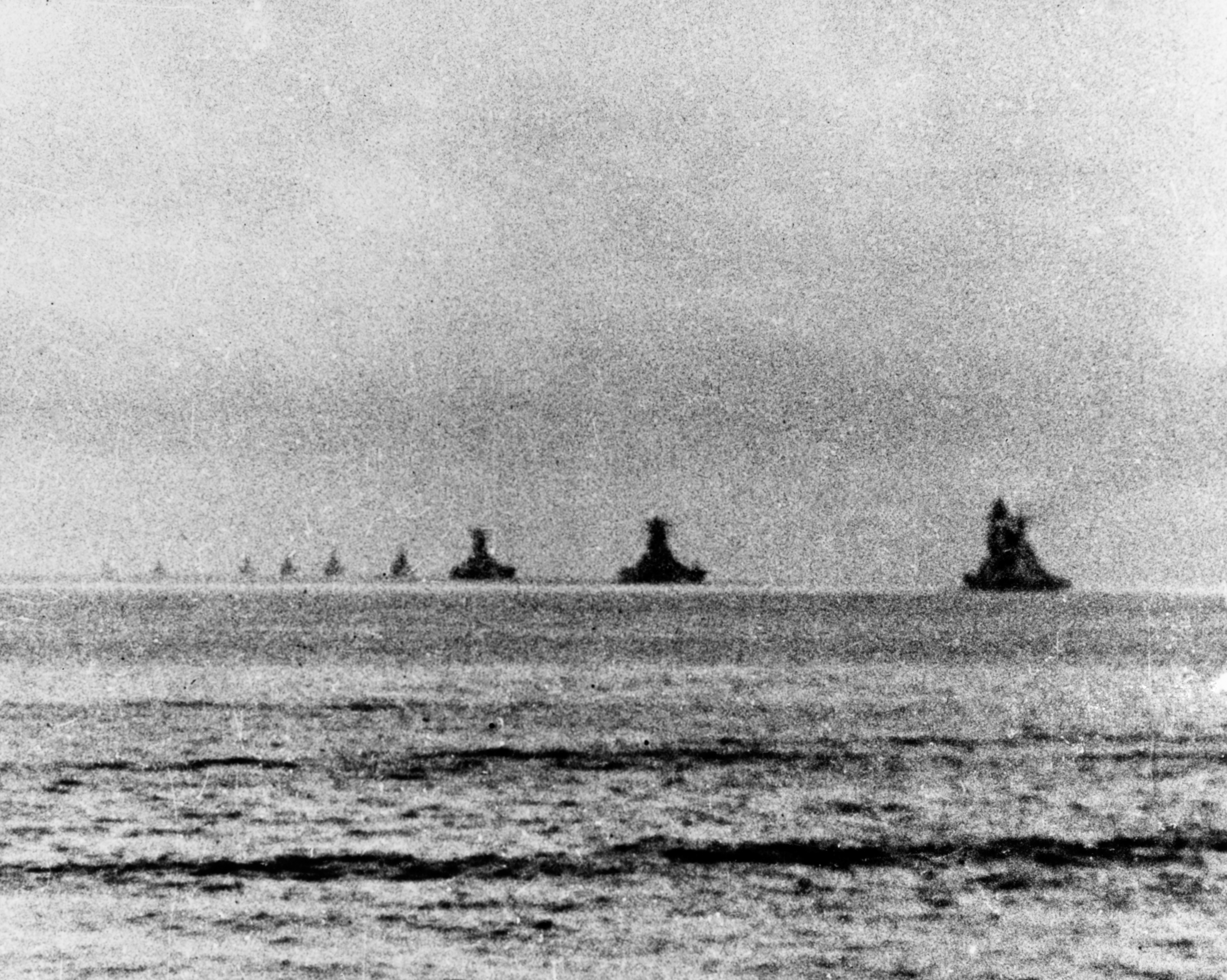
Barcos de la Armada Imperial Japonesa que partieron de la bahía de Brunéi para la batalla del golfo de Leyte en octubre de 1944.

### Infraestructura militar y aeródromos
Los aeródromos fueron construidos por prisioneros de guerra y mano de obra reclutada de varios lugares, incluidos Brunéi, Labuán, Ranau y Elopura. Antes de la ocupación japonesa, solo había tres aeródromos: en Kuching; Miri; y Bintulu en Sarawak, mientras que en el norte de Borneo no había ninguno. Por ello, los japoneses planeaban construir un total de doce aeródromos en diferentes puntos del norte de Borneo para reforzar su defensa, de los cuales siete se ubicarían en Api, Elopura, Keningau, Kudat, Tawau, Labuán y Lahad Datu. Los japoneses también lanzaron una serie de proyectos viales en el norte de Borneo, con la mejora de las carreteras que unían Ranau con Keningau y Kota Belud con Tenghilan, así como la construcción de una nueva carretera que une Kudat y Kota Belud. Como estos caminos pasaban por zonas montañosas, se necesitaba una gran cantidad de trabajadores forzados para realizar los proyectos. Al prepararse para la represalia aliada, el teniente general Masataka Yamawaki creó una fuerza indígena que constaba de alrededor de 1.300 hombres en 1944. La mayoría de ellos estaban estacionados en Kuching, con otros en Miri, Api y Elopura; todos tenían la tarea de mantener la paz y el orden, recopilar inteligencia y reclutar. El puerto de Brunéi también fue utilizado por la AIJ como depósito de reabastecimiento de combustible y como puesto de preparación para la batalla del golfo de Leyte.

### Campos de prisioneros de guerra

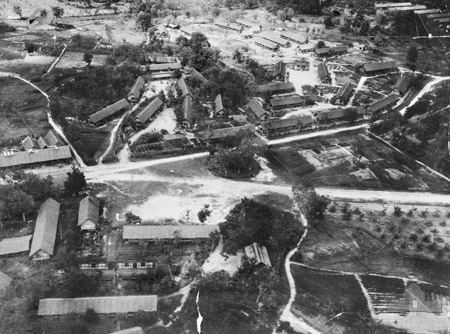
Campo de Batu Lintang en Kuching en 1945.

Artículos principales: Campo de Batu Lintang y Campo de Sandakan
Los japoneses tenían importantes campos de prisioneros de guerra en Kuching, Ranau y Sandakan, además de otros más pequeños en Dahan y otros lugares. El campo de Batu Lintang albergaba a prisioneros militares y civiles. El campo fue finalmente liberado el 11 de septiembre de 1945 por elementos de la 9.ª División australiana bajo el mando del brigadier Tom Eastick. El campamento de Sandakan fue cerrado por los japoneses antes de la invasión aliada; la mayoría de sus ocupantes murieron como resultado de marchas forzadas desde Sandakan a Ranau. En total, se cree que los japoneses mantuvieron a unos 4.660 prisioneros e internados en todos los campos del norte de Borneo, y solo 1.393 sobrevivieron hasta el final de la guerra.

## Efectos de la ocupación

### Economía
Artículo principal: Dólar emitido por el gobierno japonés
Después de la ocupación, las oficinas gubernamentales reabrieron el 26 de diciembre de 1941. Se trajeron empresas japonesas y se les otorgaron monopolios en bienes esenciales. A principios de 1942, se abrió la primera sucursal de Yokohama Specie Bank en Kuching en el antiguo edificio del Chartered Bank. La Oficina del Tesoro para el Desarrollo del Sur de Japón también abrió una sede para supervisar las inversiones en todo el norte de Borneo. Dos compañías de seguros japonesas, Tokyo Kaijo Kasai y Mitsubishi Kaijo Kasai, comenzaron a operar.

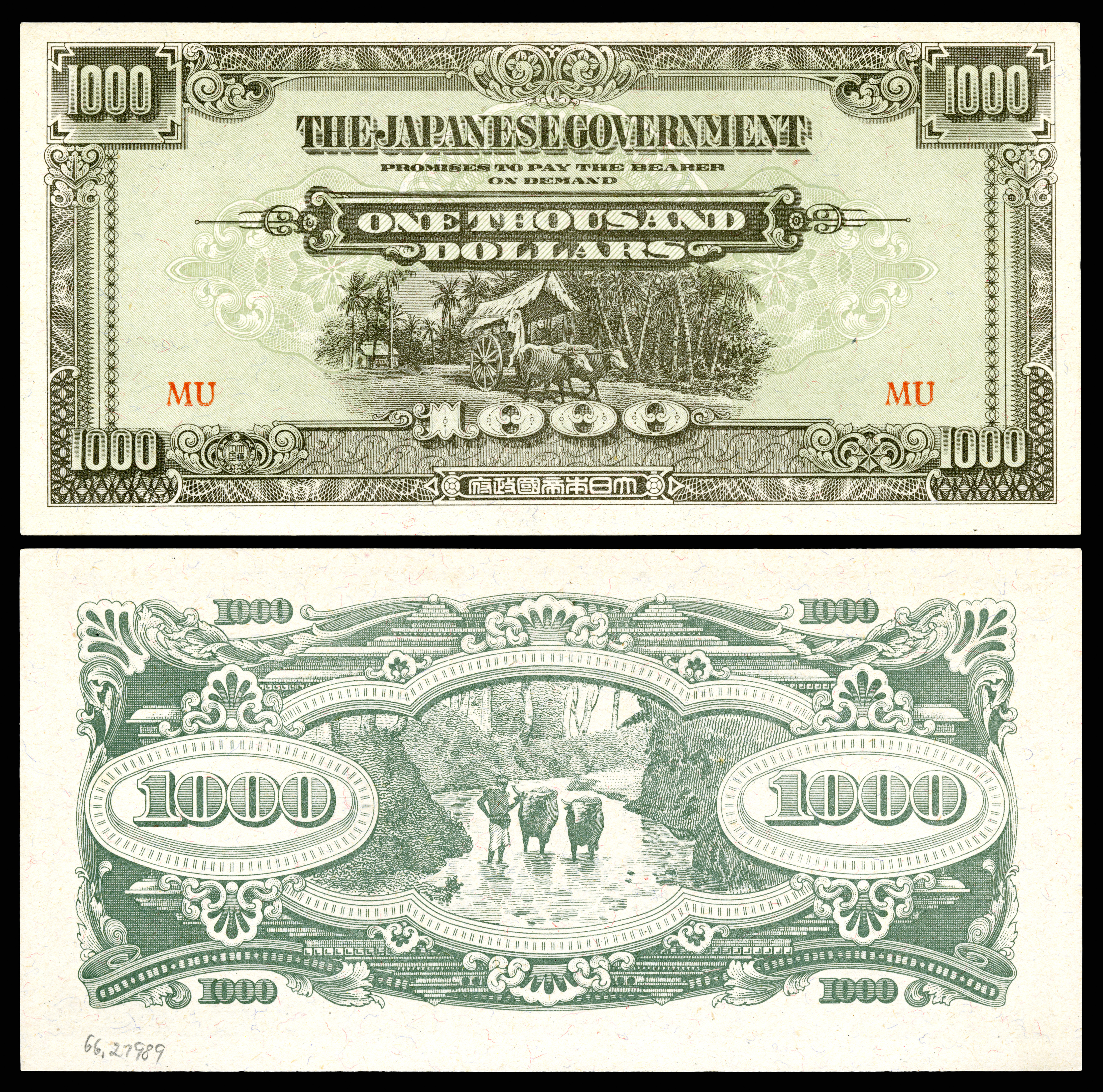
Billetes de 1.000 dólares emitidos por el gobierno japonés en 1945, con un hombre con búfalos de agua en un arroyo

Todos los vehículos de motor fueron confiscados por Japan Transport Co. a cambio de una compensación limitada. Los japoneses reclutaron mano de obra para construir aeródromos a cambio de alimentos y pagos adicionales, mientras que los detenidos fueron obligados a trabajar. Los prisioneros de guerra que trabajaron para construir la pista de aterrizaje también recibieron un pequeño salario semanal, por lo general suficiente para comprar un huevo. Junto con el resto del Sudeste Asiático, Japón explotó a Borneo como fuente de materias primas. Las autoridades japonesas aplicaron una política de autosuficiencia alimentaria. Se dio prioridad a todos los recursos, incluidos los alimentos, a las tropas japonesas con solo una ración limitada disponible para la población local. A través de Mitsui Morin y Mitsui Bussan, se monopolizaron alimentos como el arroz, el maíz, la tapioca, las batatas y el aceite de coco. Los suministros de sagú estaban controlados por Tawau Sangyo de Mitsubishi. El robo y el contrabando se castigaban con la muerte. El EIJ y la AIJ intentaron reconstruir la industria petrolera para contribuir al esfuerzo bélico de Japón.
Los japoneses explotaron particularmente a la comunidad china, principalmente debido a su apoyo al Kuomintang y sus contribuciones al Fondo de Ayuda para China y los esfuerzos de guerra británicos. Las élites de las principales ciudades soportaron la carga más pesada y las que tenían menos recursos quebraron. El gobierno militar controlaba estrictamente las empresas chinas, y se alentaba por la fuerza a los que no estaban dispuestos. La política japonesa en esta área se resumió en los Principios que rigen la implementación de medidas relativas a los chinos [Kakyō Kōsaku Jisshi Yōryō] emitidos por la sede japonesa en Singapur en abril de 1942.
Antes de la invasión, el gobierno japonés había impreso billetes de yenes militares sin numerar para su uso en todos los territorios ocupados del Sudeste Asiático. El aumento de la inflación, junto con la interrupción de la economía de Japón por parte de los Aliados, obligó a la administración japonesa a emitir billetes de mayor valor y aumentar la cantidad de dinero en circulación. A partir de enero de 1942, los japoneses fijaron los yenes militares a la par del yen nacional.

### Habitantes

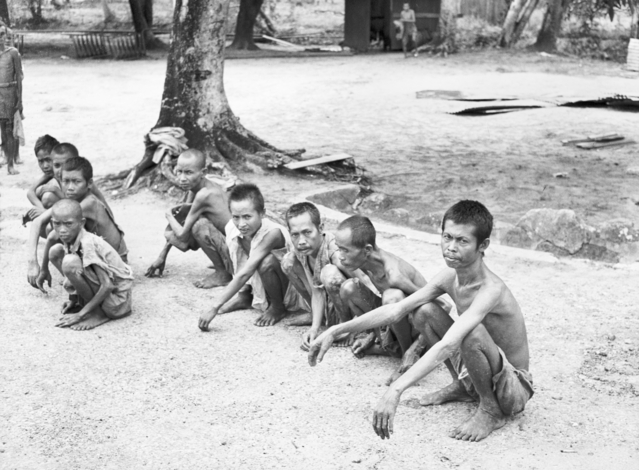
9 de los 300 indígenas, malayos y javaneses que sobrevivieron a la detención japonesa en Miri.

Los efectos de la ocupación entre la población local variaron ampliamente. Los japoneses permitieron que los funcionarios malayos mantuvieran sus puestos en el servicio civil, pero en general los malayos sufrieron abusos junto con los chinos y los pueblos indígenas. En respuesta a una directiva de Singapur en 1942, el maltrato a los indígenas comenzó a paliarse ya que no se los percibía como los principales enemigos de Japón.

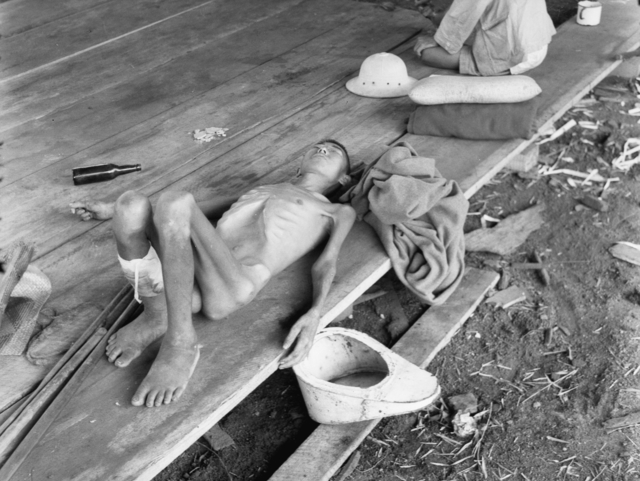
Superviviente chino de un campo de detención japonés en Elopura.

Con la población local escasa y muy dispersa en el norte de Borneo, la administración militar japonesa no tuvo más remedio que confiar en el trabajo forzoso de extranjeros, principalmente de otras partes de las Indias Orientales Neerlandesas y la China ocupada, bajo la dirección de la Sociedad Empresarial Laboral de Borneo del Norte (Kita Boruneo Romukyokai). Se trajeron trabajadores cualificados chinos de Shanghái, Cantón y Shantou, e indonesios de Java. Aunque a todos los trabajadores se les proporcionó comida y alojamiento, los chinos recibieron un mejor trato ya que se los consideraba los trabajadores más cualificados. La mayoría de los trabajadores javaneses fueron enviados a Brunéi, mientras que los trabajadores chinos más cualificados fueron empleados en la construcción de barcos en Kuching y Elopura. Los jóvenes chinos intentaron evitar ser capturados para trabajos forzados, mientras que las jóvenes chinas estaban aterrorizadas de ser enviadas como mujeres de consuelo. Muchos habitantes de la costa huyeron para evitar estas amenazas. Una búsqueda de agitadores chinos en las islas Mantanani en febrero de 1944 condujo a la matanza masiva de 60 Suluk y varios civiles chinos.
Como tanto Corea como Taiwán habían estado bajo el dominio de Japón durante décadas, muchos ciudadanos de ambos territorios se vieron obligados a trabajar para el ejército japonés en condiciones muy duras. Varios fueron enviados a Borneo para trabajar como guardias de prisiones, reemplazando a los guardias japoneses existentes. No recibieron capacitación para el tratamiento de los prisioneros de guerra y muchos cometieron actos de brutalidad hacia los prisioneros, cuyo trato se deterioró después del reemplazo de los guardias japoneses en Elopura por los taiwaneses en abril de 1943.

## Resistencia

### Albert Kwok
Artículo principal: Revuelta de Jesselton

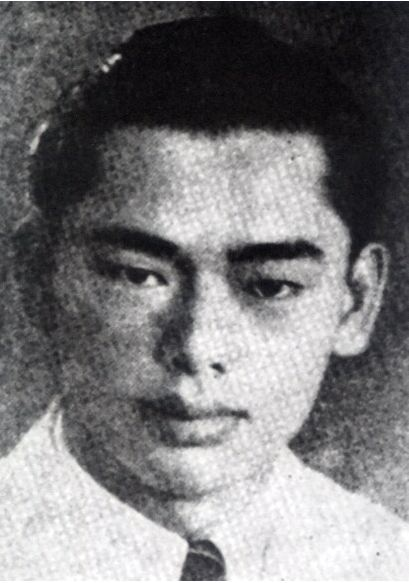
Albert Kwok, líder de un movimiento de resistencia en el norte de Borneo.

En la costa oeste de Borneo del Norte, se desarrolló un movimiento de resistencia liderado por Albert Kwok, un chino de Kuching, quien después de trabajar con la Cruz Roja China se mudó a Jesselton en 1940. Colaboró con grupos indígenas locales en Borneo del Norte. Después de establecer contacto con las fuerzas estadounidenses en Filipinas, Kwok viajó a Tawi-Tawi para recibir entrenamiento. Regresó con tres pistolas, una caja de granadas de mano y la promesa de más armas. Sin embargo, las armas prometidas no fueron entregadas y Kwok tuvo que lanzar una revuelta con sus lugareños armados solo con cuchillos y lanzas.

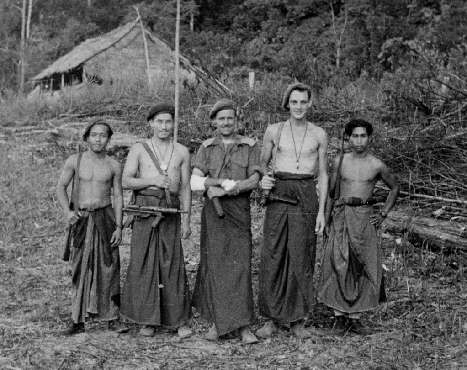
Miembros de la Operación Agas con sarongs hechos de seda de paracaídas. El grupo se formó para llevar a cabo una guerra de guerrillas contra las fuerzas japonesas con el pleno apoyo de los nativos.

Aunque estaban mal equipados, el ataque logró matar al menos a 50 soldados japoneses y capturar temporalmente Api, Tuaran y Kota Belud a principios de noviembre. Cuando los japoneses comenzaron a tomar represalias, la fuerza de Kwok se retiró a su escondite. Los japoneses lanzaron contramedidas despiadadas, bombardeando asentamientos costeros y ametrallando a la población local. Casi todas las aldeas de la zona fueron incendiadas y entre 2.000 y 4.000 civiles fueron ejecutados. Los japoneses amenazaron con más asesinatos masivos de civiles, por lo que Kwok se rindió con varios de sus principales colaboradores. Fueron ejecutados el 21 de enero de 1944 en Petagas, Putatan. Después del levantamiento fallido, los japoneses llevaron a cabo represalias periódicas. Los habitantes de Borneo del Norte no pudieron organizar un nuevo levantamiento debido al nivel de vigilancia japonesa.

### Fuerza Z
Artículos principales: Operación Python (1943–1944) y Campaña de Borneo (1945)
Como parte de la campaña de Borneo, los comandos australianos desembarcaron utilizando submarinos estadounidenses. La Unidad Especial Z comenzó a entrenar a los Dayak de Kapit en la guerra de guerrillas. Este ejército compuesto por miembros de la tribu mató o capturó a unos 1.500 soldados japoneses. También proporcionaron inteligencia vital para asegurar los campos petroleros controlados por los japoneses y facilitar el desembarco de las fuerzas australianas en junio de 1945. La mayoría de las actividades aliadas se llevaron a cabo bajo dos operaciones de inteligencia y guerra de guerrillas: Operación Agas en Borneo del Norte; y la Operación Semut en Sarawak. Tom Harrisson, un antropólogo británico, periodista y cofundador de Mass-Observation estuvo entre los que se lanzaron en paracaídas para trabajar con la resistencia.

## Liberación
Artículos principales: Batalla de Borneo Septentrional y Batalla de Labuán
Los Aliados organizaron una misión de liberación conocida como Operación Oboe Seis para reconquistar la parte norte de Borneo. Esto siguió a su éxito con la Operación Oboe Uno y Oboe Dos. Al amparo de un bombardeo naval y aéreo, la 9.ª División australiana aterrizó en Borneo y Labuán el 10 de junio con una fuerza de alrededor de 14.000 efectivos. Con caminos angostos y condiciones pantanosas cerca de las playas de la isla, las operaciones de descarga por parte de los Royal Australian Engineers se vieron obstaculizadas. Los desembarcos en el área de la bahía de Brunéi fueron más fáciles. La predicción de una fuerte resistencia japonesa resultó inexacta, con solo unos pocos ataques aéreos contra las fuerzas aliadas.
La 24.ª Brigada de Infantería, parte de la 9.ª División, aterrizó en el extremo sur de Labuán, cerca de la entrada de la bahía de Brunéi, y dominando el acceso al norte de Borneo. La brigada de infantería 20 desembarcó cerca de Brooketon, en una pequeña península en el extremo sur de la bahía. La 20.ª Brigada de Infantería aseguró rápidamente la ciudad de Brunéi contra una oposición relativamente ligera, sufriendo solo 40 bajas en la campaña. La 24.ª Brigada de Infantería encontró una oposición más fuerte al tomar Labuán, donde los defensores se retiraron a una fortaleza tierra adentro y resistieron entre densas crestas cubiertas de jungla y pantanos fangosos. Para someter a la resistencia japonesa, se desencadenó un intenso bombardeo naval y de artillería en el transcurso de una semana antes de que dos compañías de infantería apoyadas por tanques y lanzallamas lanzaran un asalto.
Después de asegurar Labuan, la 24.ª Brigada de Infantería desembarcó en la costa norte de la Bahía de Brunéi el 16 de junio, mientras que la 20.ª Brigada de Infantería continuó consolidando el alojamiento del sur avanzando hacia el suroeste a lo largo de la costa hacia Kuching. El 2/32.º Batallón aterrizó en la bahía de Padas y se apoderó de la ciudad de Weston antes de enviar patrullas hacia Beaufort, 23 kilómetros tierra adentro. La ciudad estaba en manos de entre 800 y 1.000 soldados japoneses y el 27 de junio el 2/43.º Batallón llevó a cabo un ataque. En medio de un aguacero torrencial y en un terreno difícil, el 2/32.º Batallón aseguró la orilla sur del río Padas. Mientras tanto, se envió una compañía del 2/43.º para tomar la ciudad y otra marchó hacia los flancos, para tomar posiciones de emboscada a lo largo de la ruta por la que se esperaba que los japoneses se retiraran. El 2/28.º Batallón aseguró las líneas de comunicación al norte del río.
En la noche del 27 al 28 de junio, los japoneses lanzaron seis contraataques. En medio de condiciones terribles, una compañía australiana quedó aislada y a la mañana siguiente se envió otra para atacar a los japoneses por la retaguardia. Abriéndose camino a través de numerosas posiciones japonesas, la compañía mató al menos a 100 soldados japoneses y uno de sus miembros, el soldado Tom Starcevich, recibió más tarde la Cruz Victoria por sus esfuerzos. Después de esto, los japoneses se retiraron de Beaufort y los australianos comenzaron un avance lento y cauteloso, usando fuego indirecto para limitar las bajas. El 12 de julio ocuparon Papar y desde allí enviaron patrullas hacia el norte ya lo largo del río hasta el cese de las hostilidades. En agosto terminaron los combates. Las bajas totales de la división en la operación fueron 114 muertos y 221 heridos, mientras que las pérdidas japonesas fueron al menos 1.234.

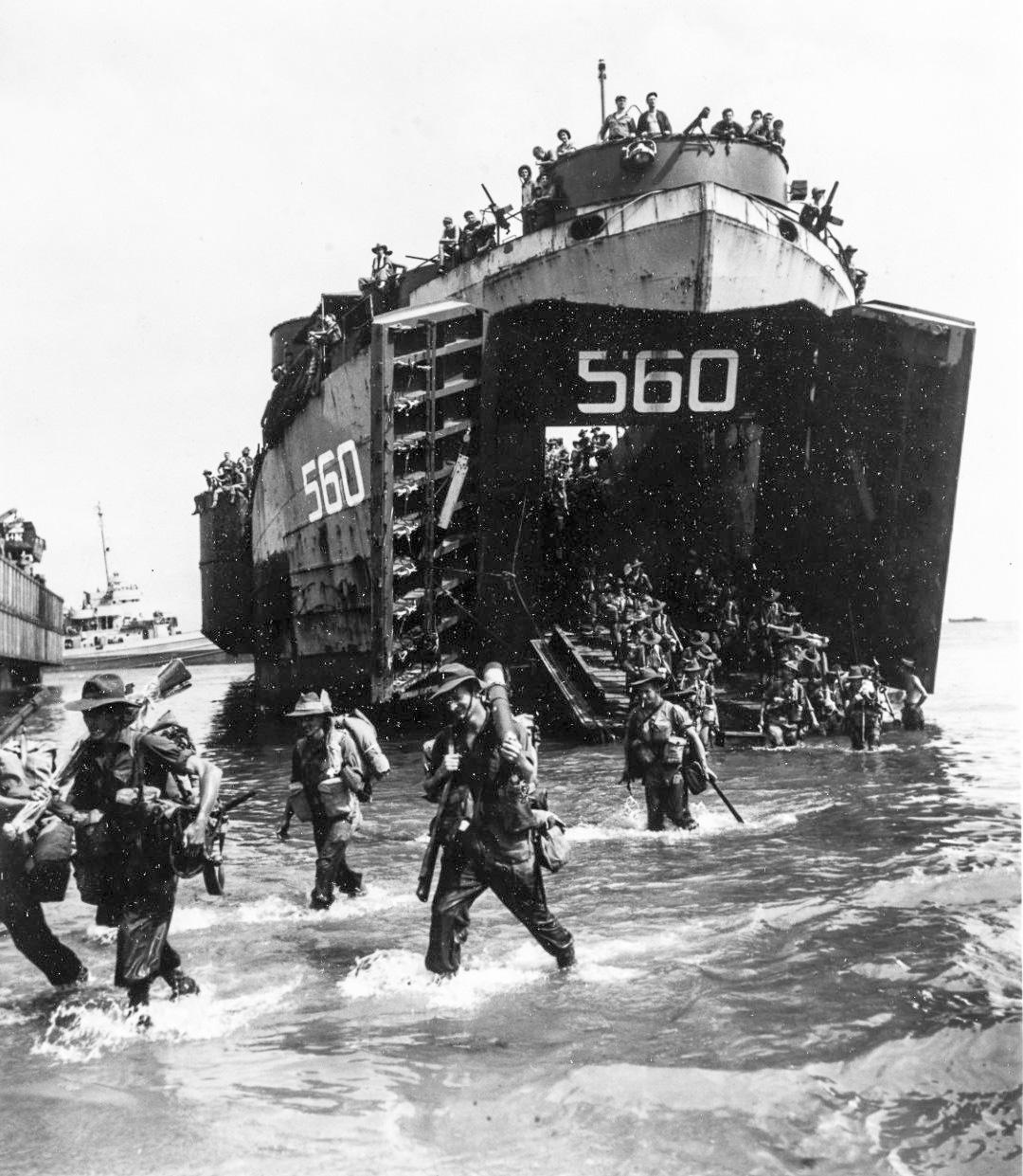
Aterrizaje de la 24.ª Brigada de Infantería australiana desde el USS LST-560 en Maeda-shima, 10 de junio de 1945.
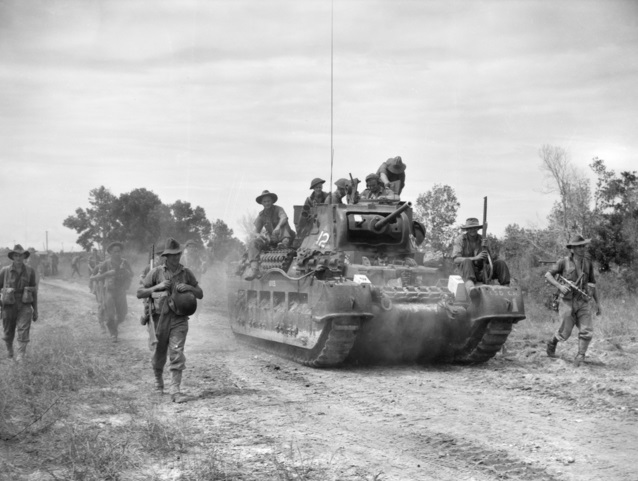
Las tropas australianas del 2/43.° Batallón avanzan con un tanque Matilda en Maeda-shima en una misión de barrido para despejar el área de tropas japonesas, 12 de junio de 1945.
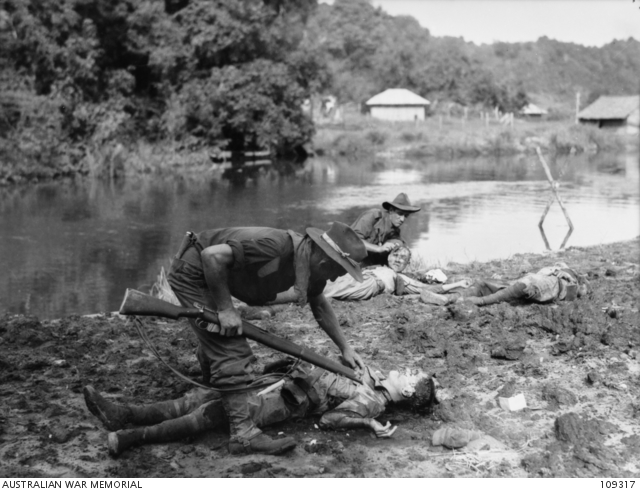
Miembros del 2/17.º Batallón australiano inspeccionando los cuerpos de los soldados japoneses muertos en Brunéi durante una operación el 13 de junio de 1945
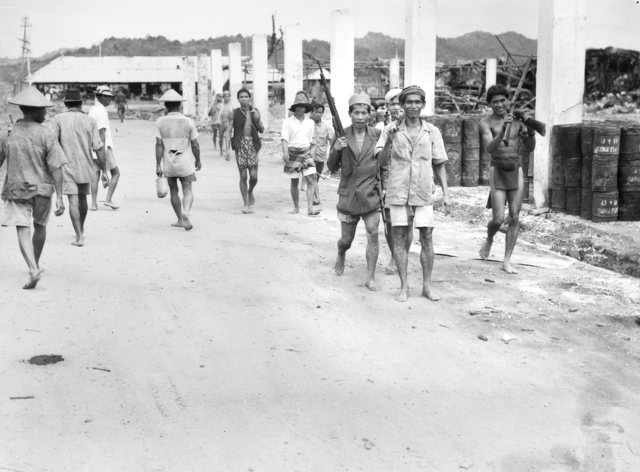
Indígenas portando rifles japoneses caminando por una calle en Brunéi al regresar a sus aldeas el 17 de junio de 1945.

## Consecuencias

### Rendición japonesa
Después de la rendición de Japón el 15 de agosto de 1945, el teniente general Masao Baba, comandante de las fuerzas japonesas en el norte de Borneo, se rindió en la playa Layang-layang de Labuan el 9 de septiembre. Luego lo llevaron al cuartel general de la 9.ª División australiana, donde en la ceremonia oficial de rendición el 10 de septiembre firmó el documento de rendición y entregó su espada al comandante de división, el general de división George Wootten. La ubicación se hizo conocida como Surrender Point.
Se estimó que alrededor de 29.500 japoneses permanecieron en la isla. 18.600 pertenecían al EIJ, 10.900 a la AIJ. Las mayores concentraciones de tropas japonesas estaban en el interior. Hubo algunos japoneses que se negaron a rendirse y se trasladaron tierra adentro. Tras llamadas del teniente general Baba también se rindieron. La repatriación japonesa después de la rendición tomó varios meses y se retrasó debido a la falta de transporte. Fue supervisado por los australianos ya que Borneo junto con Nueva Guinea, Papúa y las Islas Salomón estaban bajo su autoridad. Las fuerzas australianas también supervisaron la destrucción de armas y municiones japonesas y la evacuación de los internos y prisioneros de guerra aliados de los campos japoneses.

La Administración Militar Británica (BMA) asumió la tarea de gestión de los australianos el 12 de septiembre de 1945 y resumió la situación a fines de octubre:
En Borneo del Norte y Labuán, la destrucción de los municipios costeros fue casi total, y en Brunei, el barrio comercial y muchos edificios gubernamentales quedaron completamente destruidos. Los yacimientos petrolíferos de Seria en Brunei también sufrieron graves daños, el último pozo incendiado allí se extinguió el 27 de septiembre... Brunei y Labuan, Miri, Beaufort y Weston, que fueron los puntos focales del ataque, sufrieron mucho los bombardeos preliminares. Bintulu estaba desierta y la pista de aterrizaje había sido completamente destruida. Kuching, aparte de daños menores en el área del bazar, quedó prácticamente intacto. En Sibu, el área de la ciudad sufrió graves daños... Tanto Jesselton como Sandakan en particular sufrieron graves daños.
La observación reveló que a pesar de la destrucción causada por los bombardeos aliados, hubo pocas bajas japonesas. La desnutrición generalizada y las enfermedades entre la población fueron causadas por una aguda escasez de alimentos. En respuesta, la BMA proporcionó alimentos y suministros médicos y reconstruyó la infraestructura pública, incluidas carreteras, puentes, la red ferroviaria, el alcantarillado y el suministro de agua.

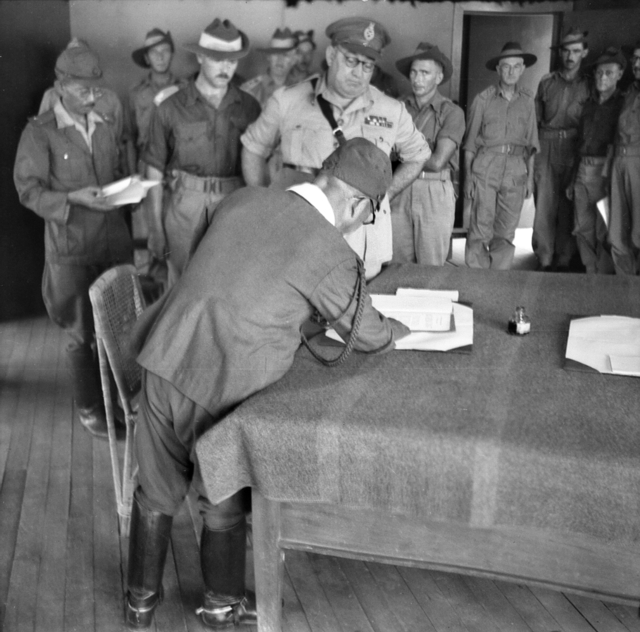
Baba firmando el documento de rendición en Labuán, Borneo británico, siendo observado por el mayor general australiano George Wootten y otras unidades australianas el 10 de septiembre de 1945.
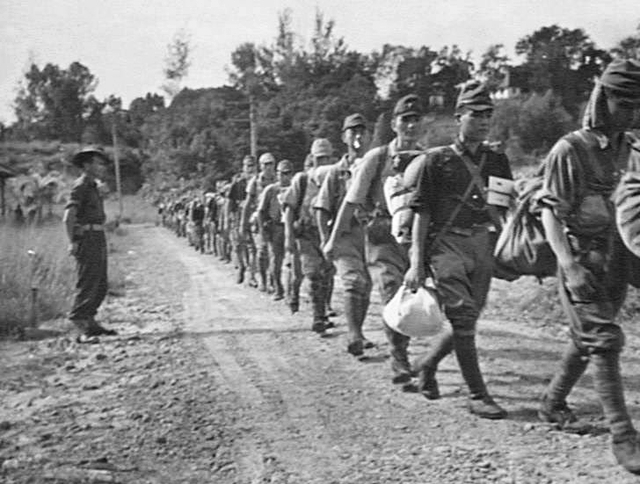
Tropas japonesas desarmadas marchando hacia un complejo de prisioneros de guerra en Api después de rendirse a los australianos el 8 de octubre de 1945.
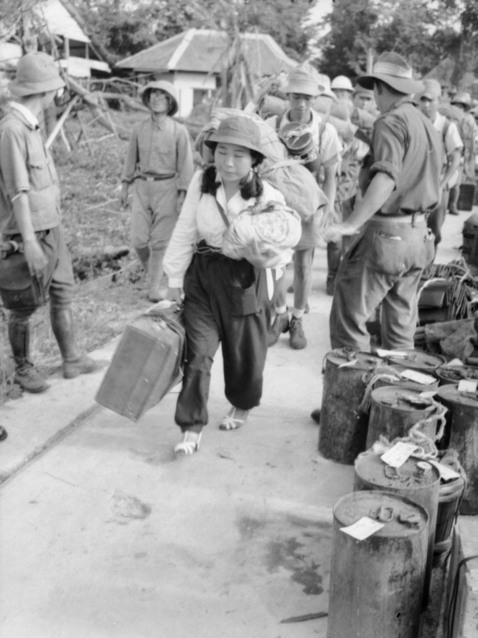
Civiles y soldados japoneses que abandonan el norte de Borneo después de la rendición de Japón.

### Juicios por crímenes de guerra
Los australianos celebraron juicios por crímenes de guerra en Labuan del 3 de diciembre de 1945 al 31 de enero de 1946. Hubo 16 juicios que involucraron a 145 presuntos criminales de guerra, y resultaron en 128 condenas y 17 absoluciones. El teniente coronel Tatsuji Suga, que había sido responsable de la administración del campo de Batu Lintang, creyendo que toda su familia había muerto durante el bombardeo atómico estadounidense de Hiroshima, se suicidó antes de la conclusión de su juicio. El capitán Susumi Hoshijima, responsable de la administración del campo de Sandakan, fue declarada culpable de crímenes de guerra y ahorcada en Rabaul, Nueva Guinea, en 1946.

Muchos coreanos y taiwaneses que habían sido guardias de prisiones fueron juzgados en juicios por crímenes de guerra menores. En Sandakan, 129 guardias taiwaneses fueron declarados culpables de brutalizar a los prisioneros de guerra y 14 fueron condenados a muerte. El Tribunal Penal Militar Internacional para el Lejano Oriente concluyó que durante el movimiento de resistencia en el norte de Borneo, la policía militar estuvo involucrada en torturar y matar a cientos de chinos en un intento aparentemente sistemático de exterminar a la población costera de Suluk. El último comandante del ejército japonés en el norte de Borneo, Masao Baba, fue acusado el 8 de marzo de 1947 de la responsabilidad de mando de las marchas de la muerte de Sandakan que causaron la muerte de más de 2.000 prisioneros de guerra aliados y llevados a Rabaul para ser juzgados. Durante el juicio confesó estar al tanto de la condición debilitada de los prisioneros pero aun así dar órdenes directas para una segunda marcha. El juicio concluyó el 5 de junio con una sentencia de muerte; Baba fue ahorcado el 7 de agosto de 1947.

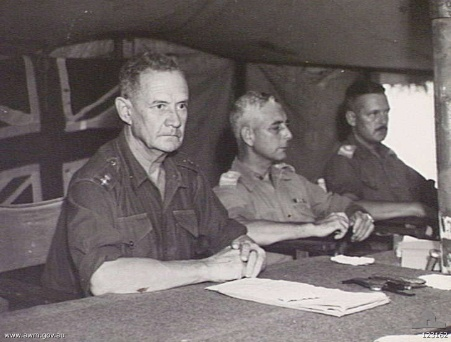
Presidiendo los juicios por crímenes de guerra en Labuán el 20 de diciembre de 1945
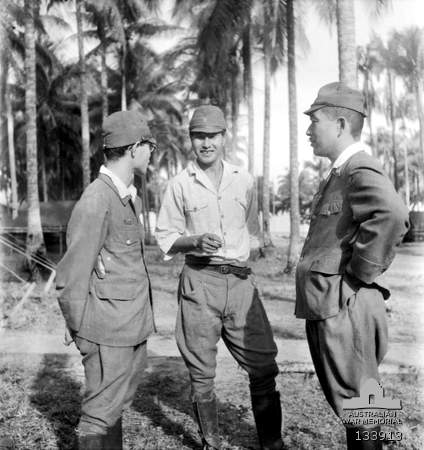
Capitán Susumi Hoshijima (centro) durante el juicio por crímenes de guerra en Labuán, enero de 1946. Fue declarado culpable de causar la muerte de prisioneros de guerra en el campo de Sandakan y posteriormente ahorcado en 1946.

## Honores y legado

### Monumentos de guerra

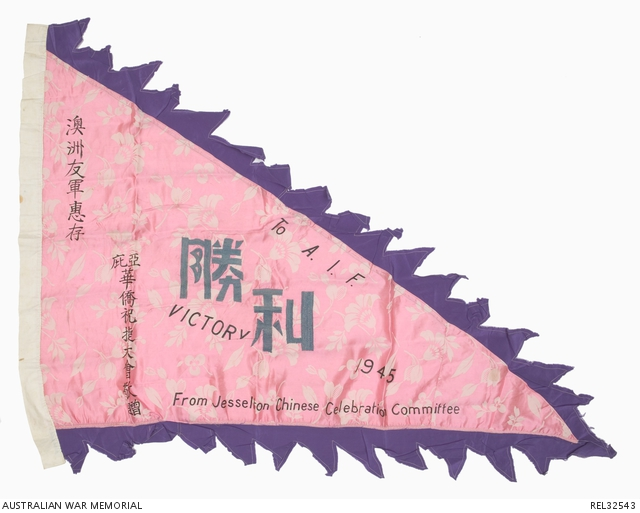
Bandera de la paz y la victoria del Comité de celebración chino de Jesselton presentada a la AIF tras el final de la guerra en 1945.

Para honrar los sacrificios de los libertadores caídos durante las operaciones para la recuperación de Borneo, la Comisión de Tumbas de Guerra de la Commonwealth construyó y mantuvo un cementerio llamado Cementerio de Guerra de Labuán. El cementerio alberga las tumbas de 3.908 soldados, incluidos algunos prisioneros de guerra de Borneo y Filipinas. La mayoría de las tumbas no están identificadas, las 1.752 tumbas identificadas enumeran 1.523 soldados, 220 aviadores, cinco marineros y cuatro civiles; 858 australianos, 814 británicos, 43 indios, 36 malayos y 1 neozelandés, así como miembros de las fuerzas locales de Borneo del Norte, Brunéi y Sarawak. 34 soldados indios, cuyos restos fueron incinerados, son conmemorados en un monumento en la parcela del ejército indio. Cada tumba se marcó originalmente con una gran cruz, pero luego se reemplazó con una lápida. Las lápidas de aquellos cuyos nombres se desconocían están en negrita con las palabras "Conocido por Dios".

El jardín del Petagas War Memorial está construido en el lugar donde los japoneses masacraron a cientos de personas, incluidas mujeres y niños. El memorial enumera a 324 miembros de las guerrillas de Kinabalu de varias razas y grupos étnicos. Otros monumentos como el Kundasang War Memorial, el Last POW Camp Memorial y el Quailey's Hill Memorial están dedicados a los soldados australianos y británicos que murieron en las marchas de la muerte, así como a honrar los sacrificios de la población nativa. El Sandakan Memorial Park está construido en el lugar del Sandakan Camp para honrar a los prisioneros de guerra e internos. El Monumento a Cho Huan Lai está dedicado al Consulado General de China y varios colegas que fueron ejecutados por los japoneses. El Memorial de la Masacre de Sandakan está dedicado a 30 chinos que fueron ejecutados por los japoneses por ser miembros de movimientos clandestinos. El Monumento de Guerra de Sandakan está dedicado a los ciudadanos de la ciudad que murieron en la guerra. Por su valentía al luchar contra los japoneses en combate cuerpo a cuerpo, Tom Starcevich fue honrado con el Monumento a Starcevich. Los japoneses también recordaron, a través del cementerio japonés de Jesselton, el cementerio japonés de Sandakan y el monumento de guerra japonés de Tawau.

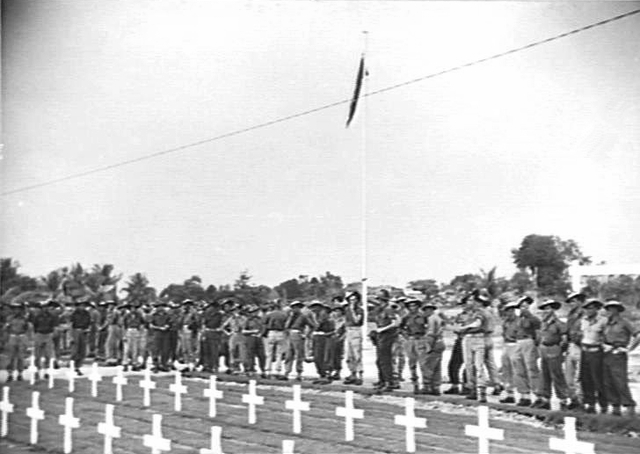
Tropas australianas inspeccionando el cementerio de guerra de Labuán después de su ceremonia de apertura el 10 de septiembre de 1945
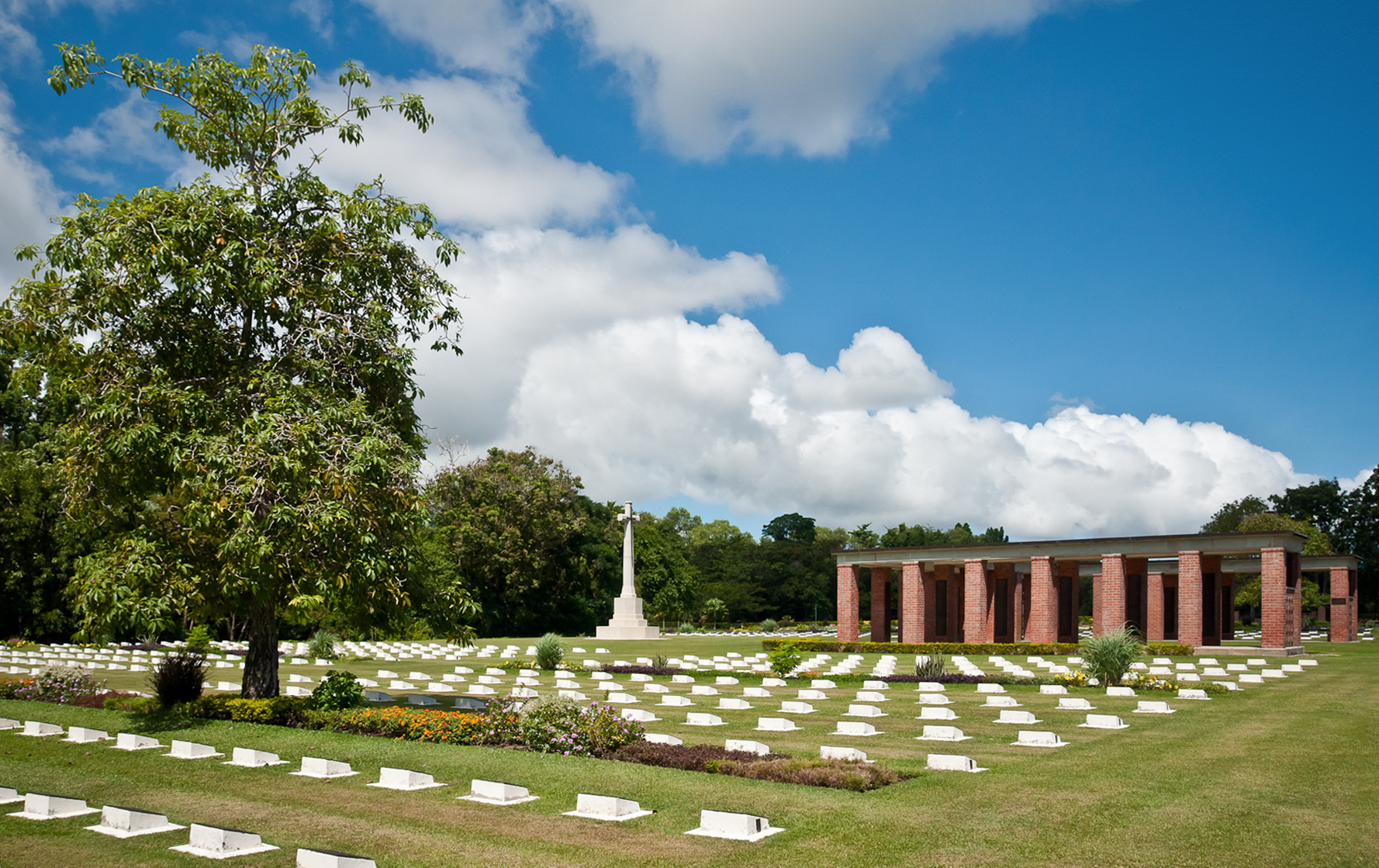
Labuan War Cemetery
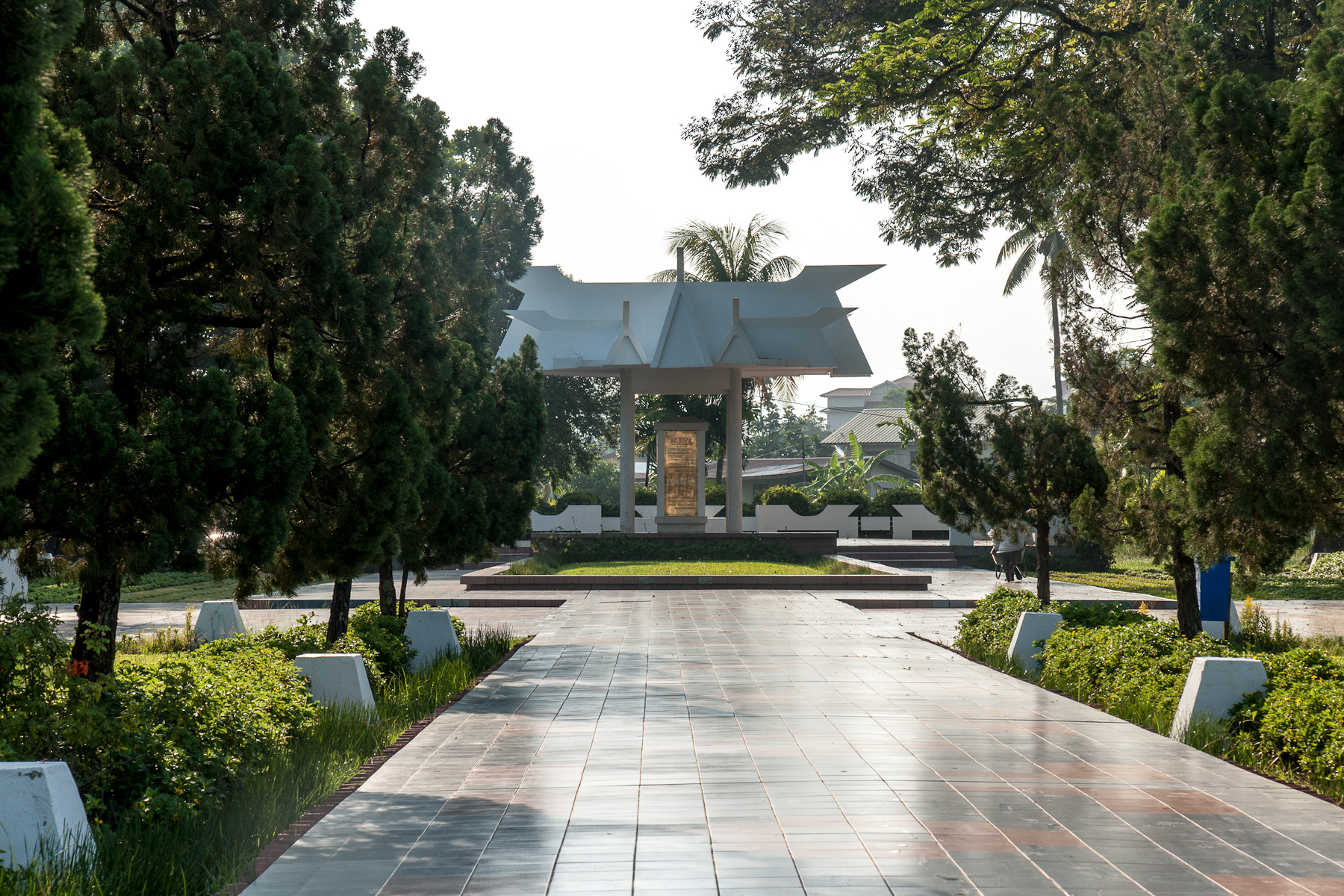
Petagas War Memorial
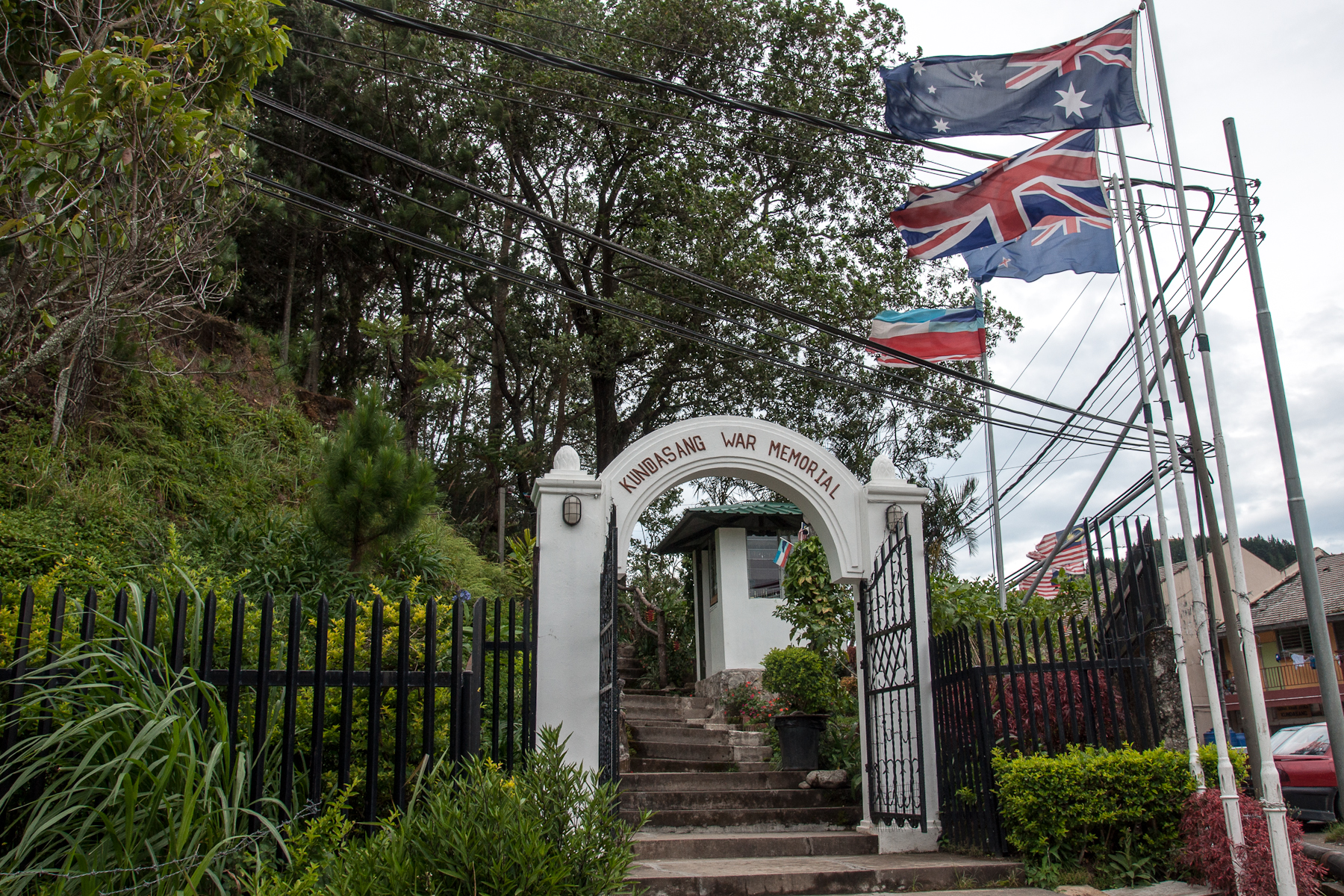
Kundasang War Memorial
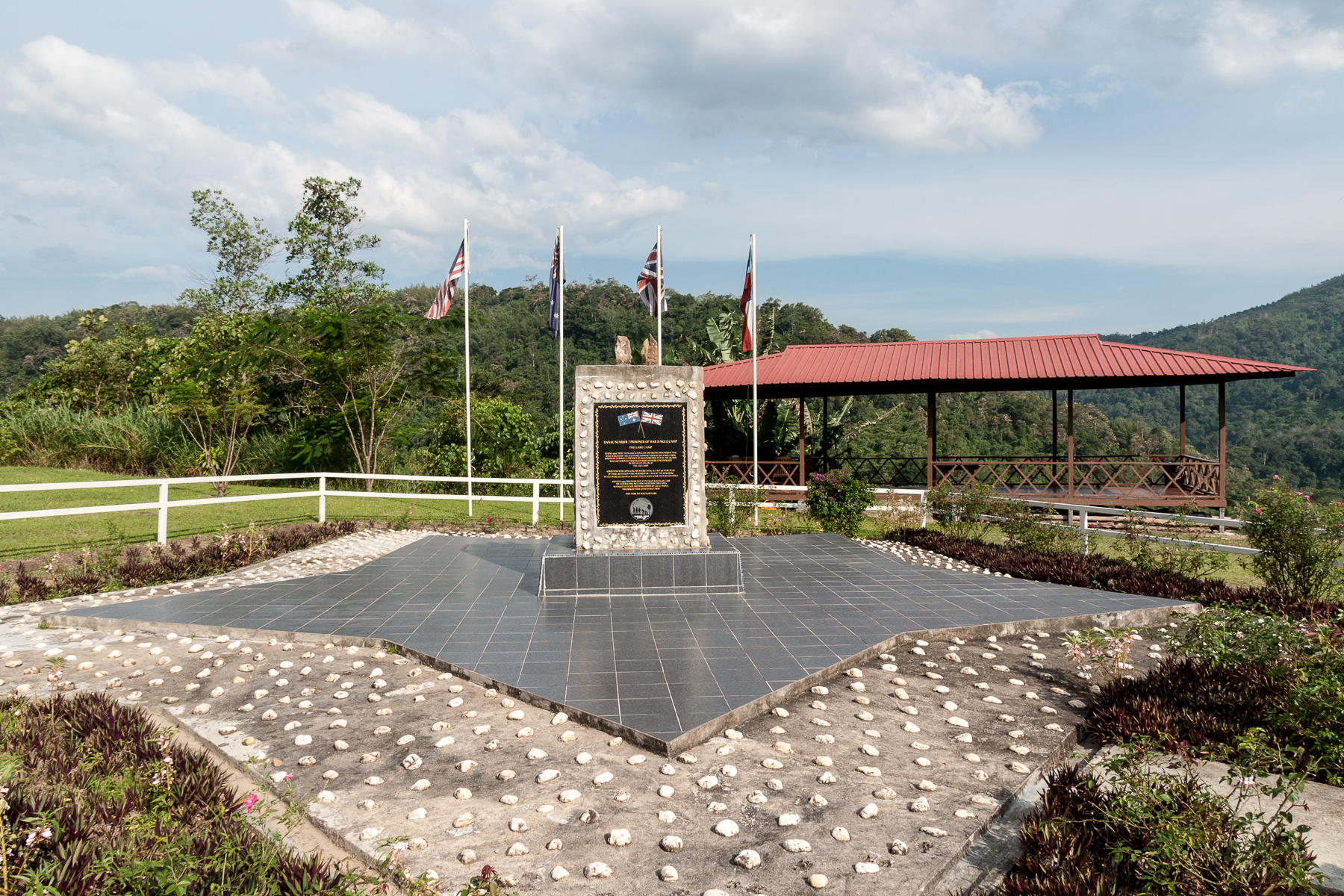
Last POW Camp Memorial
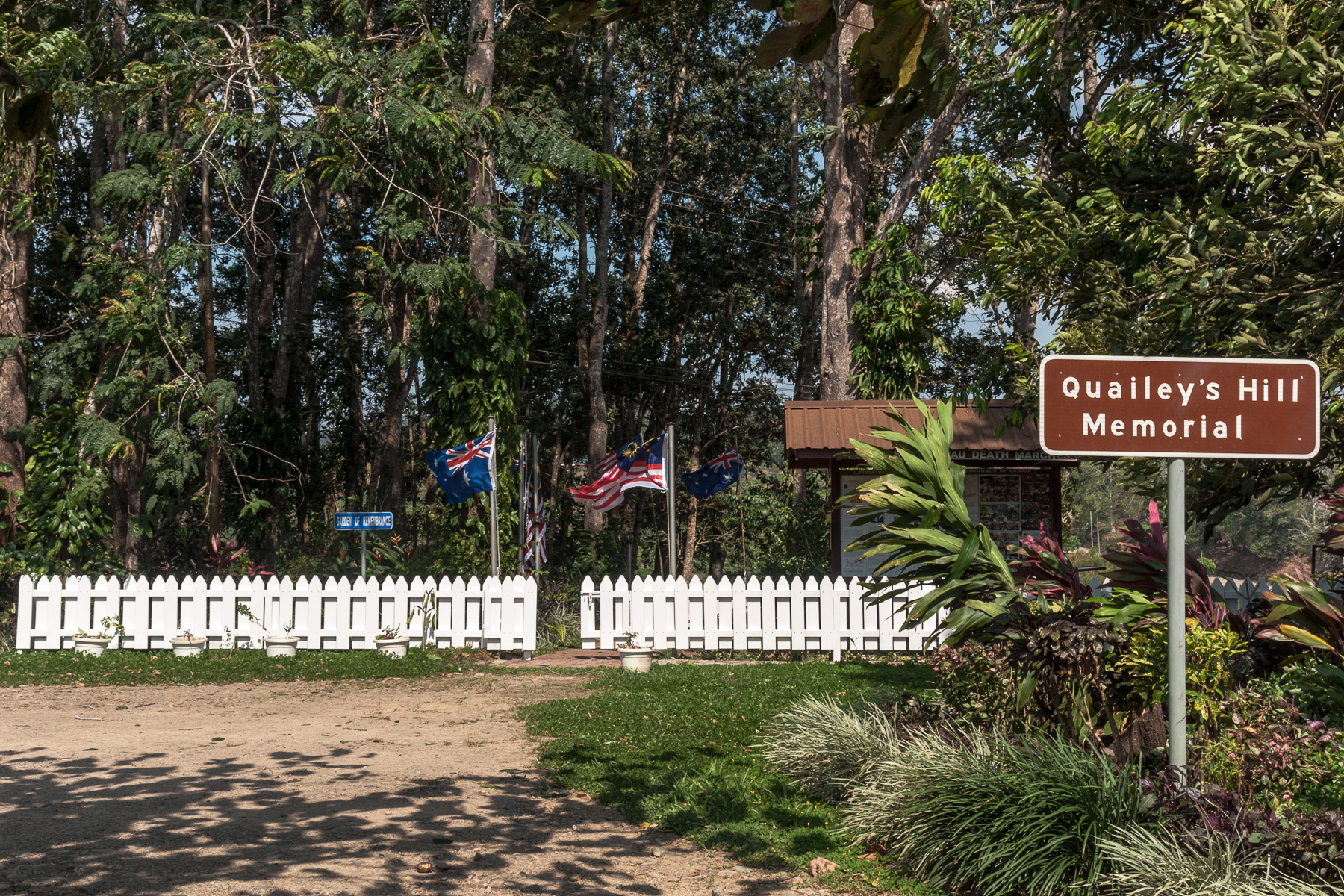
Quailey's Hill Memorial
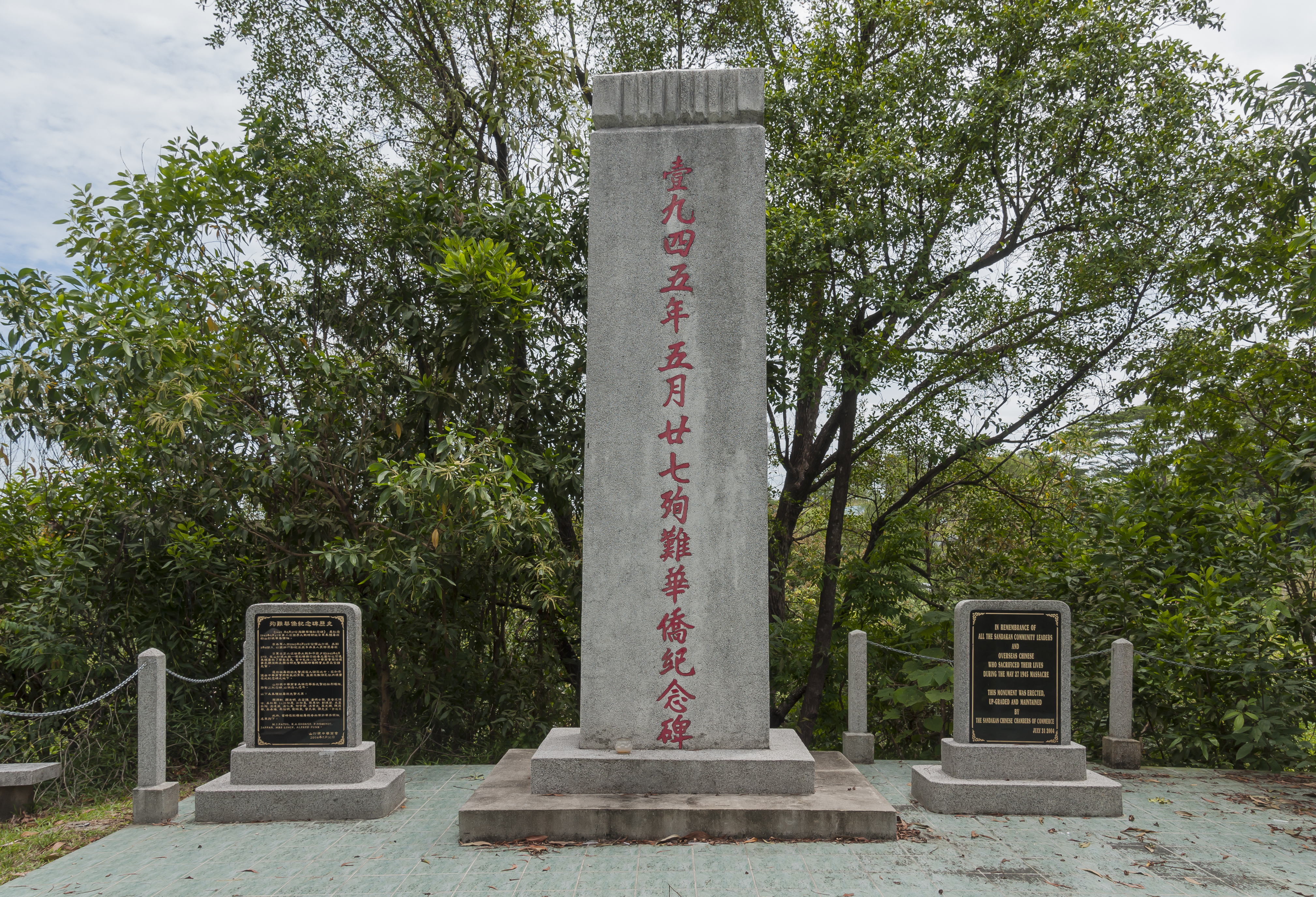
Sandakan Massacre Memorial
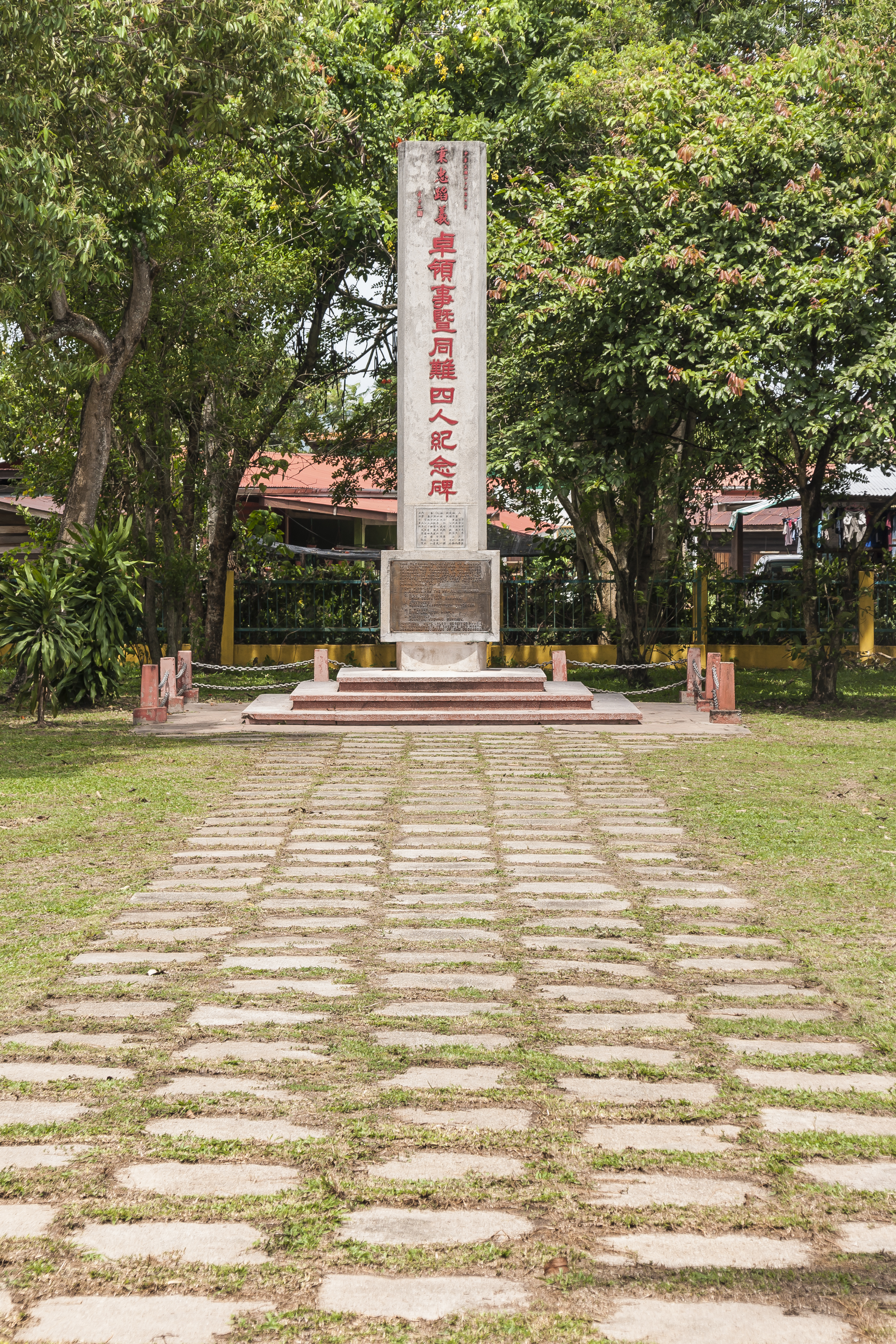
Cho Huan Lai Memorial
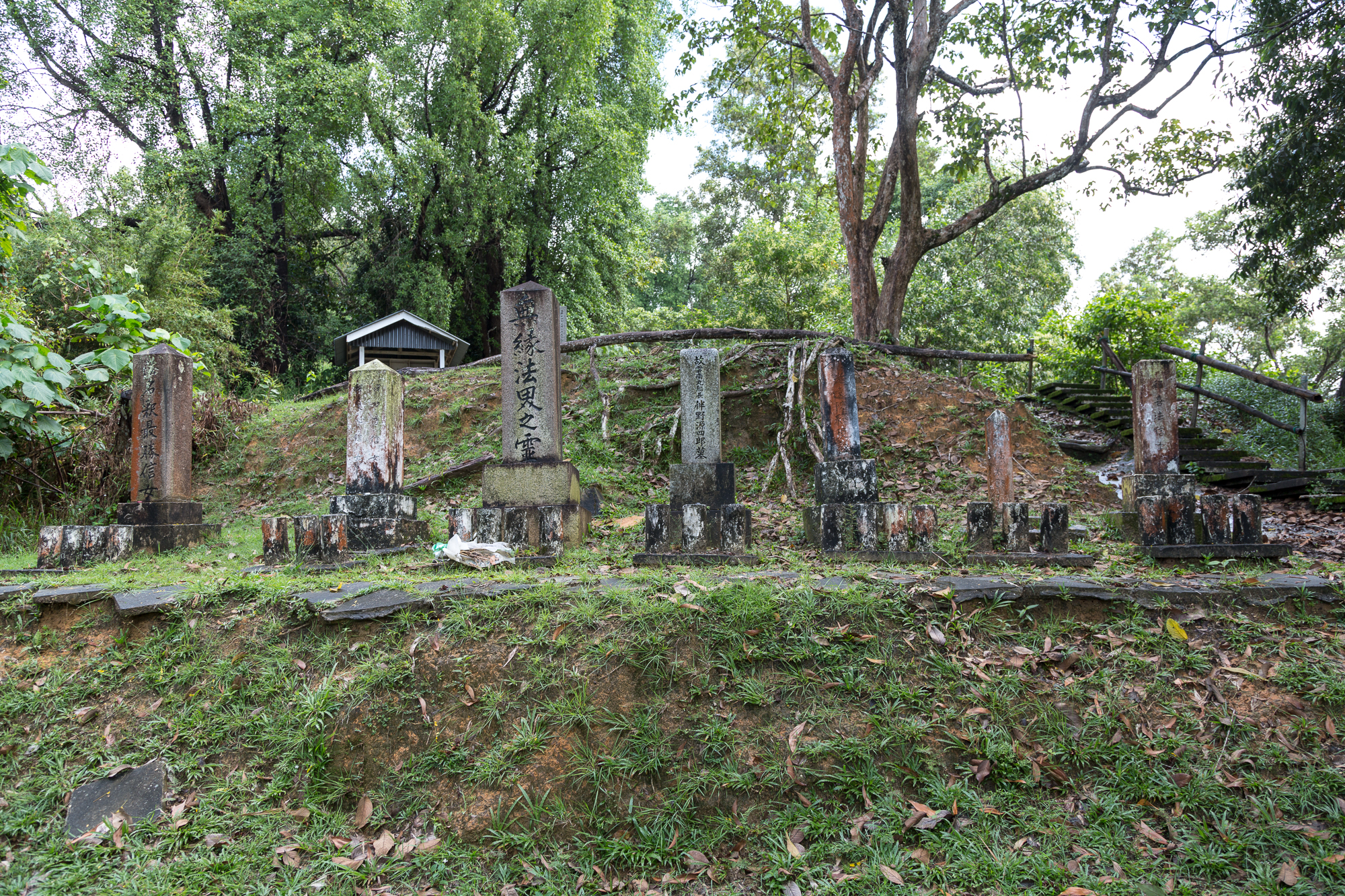
Cementerio japonés de Sandakan.
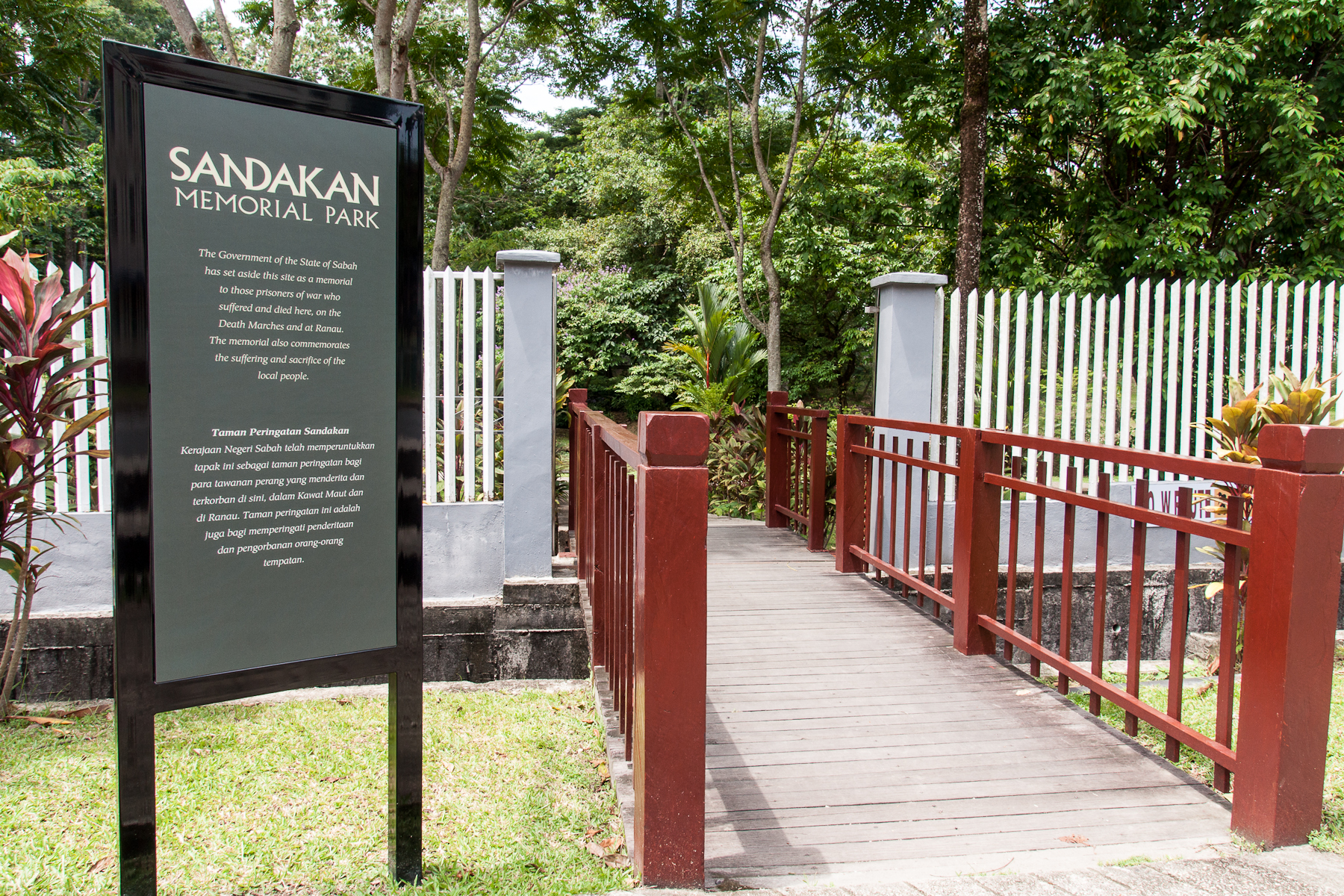
Sandakan Memorial Park
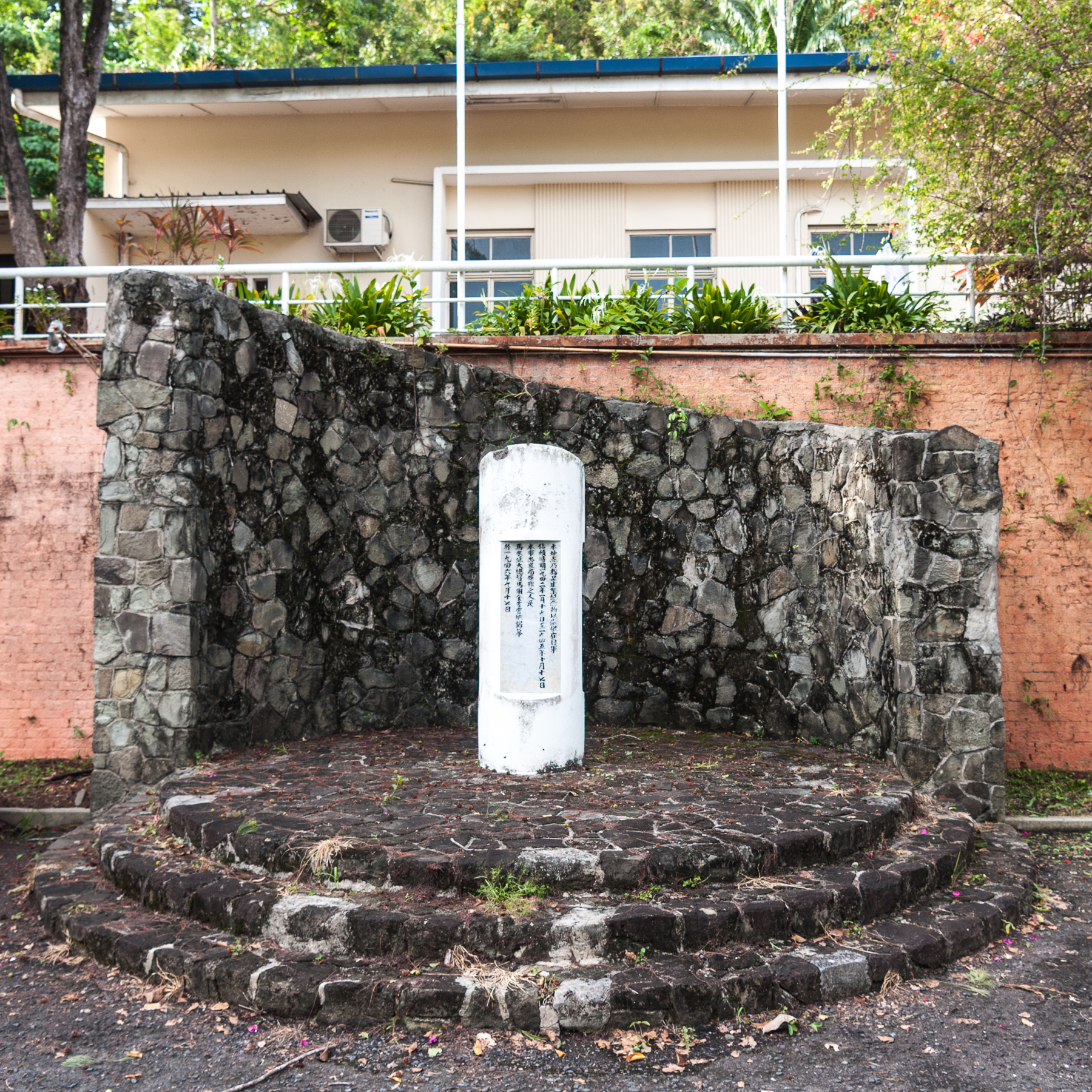
Sandakan War Monument
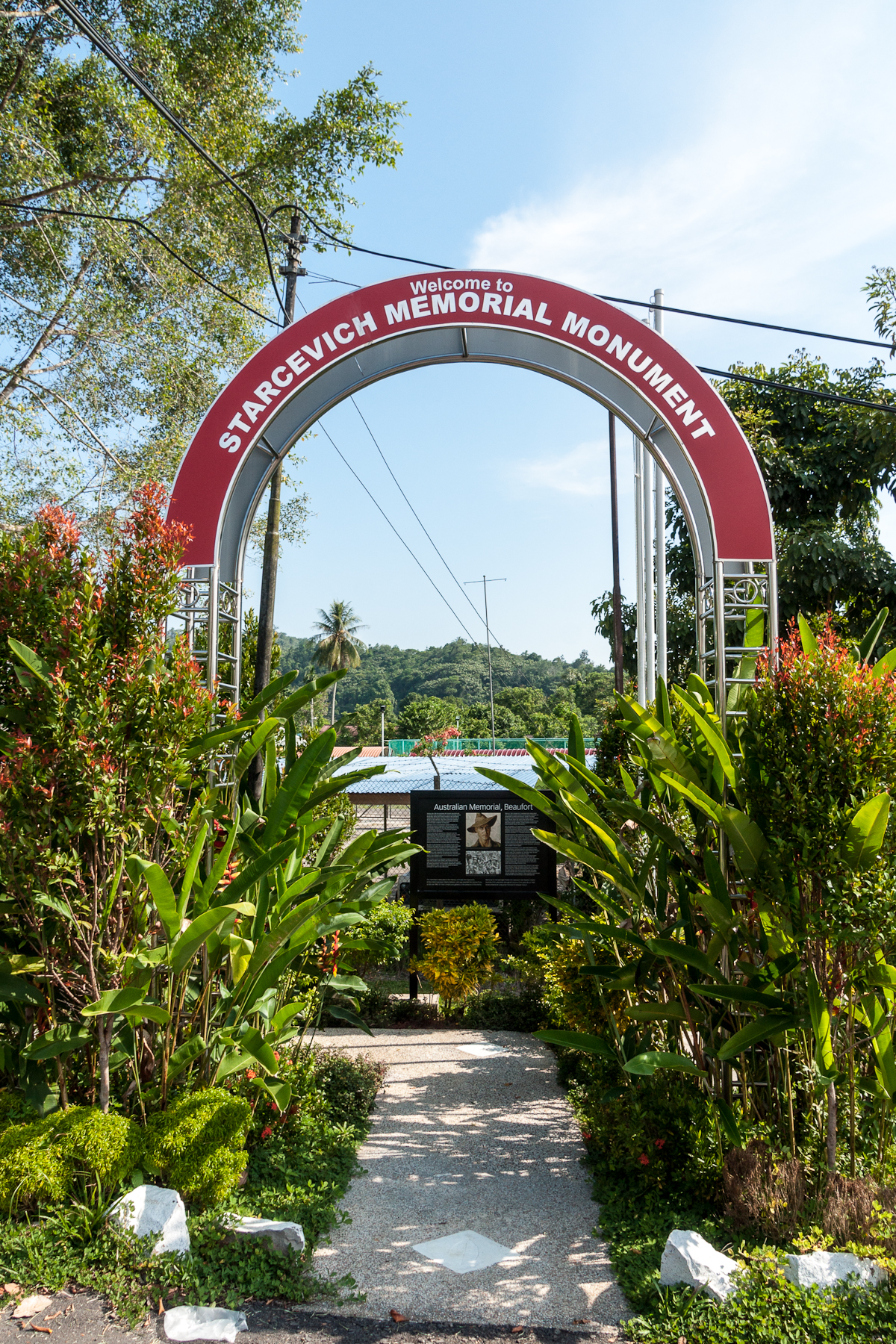
Monumento a Starcevich
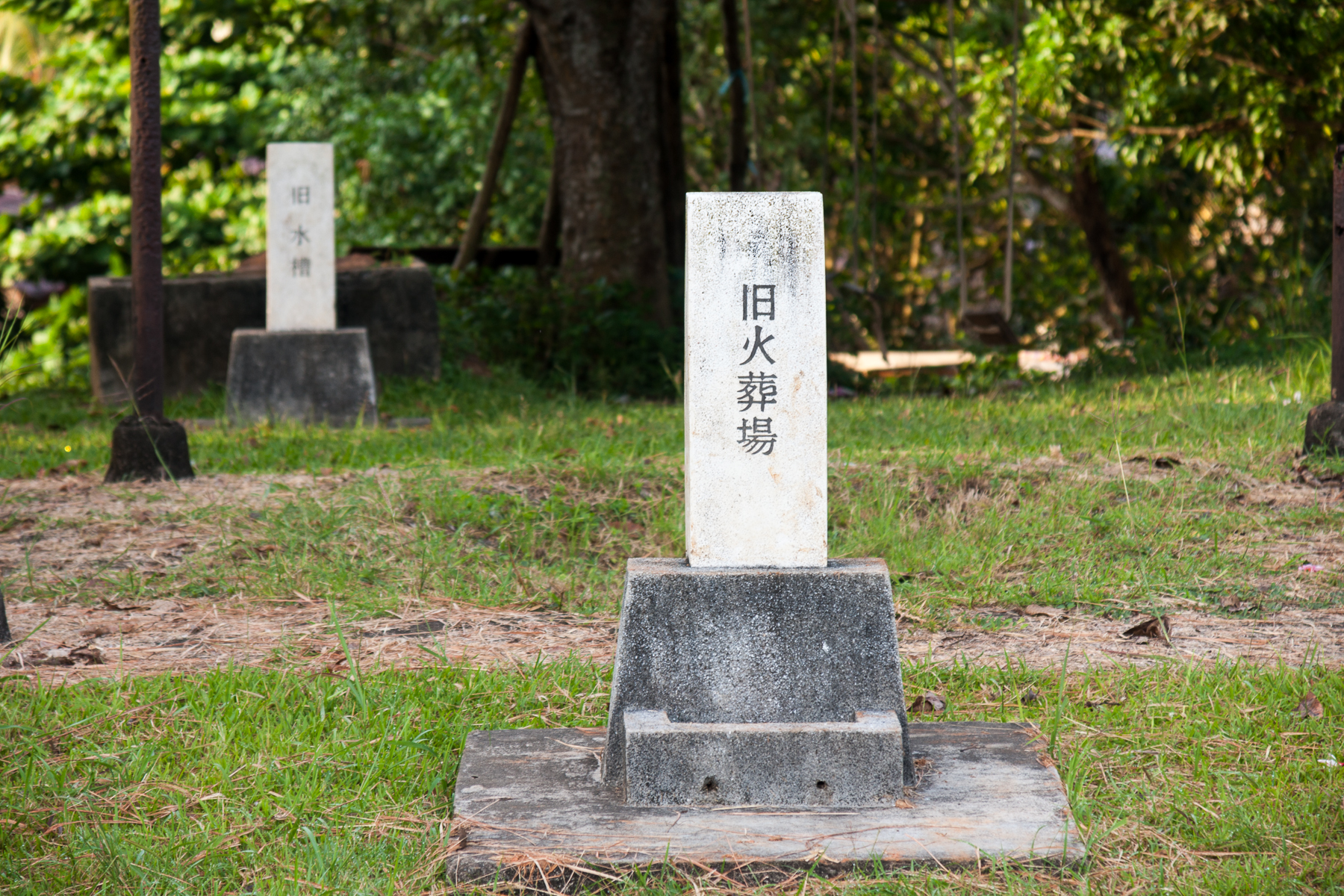
Tawau Japanese War Memorial
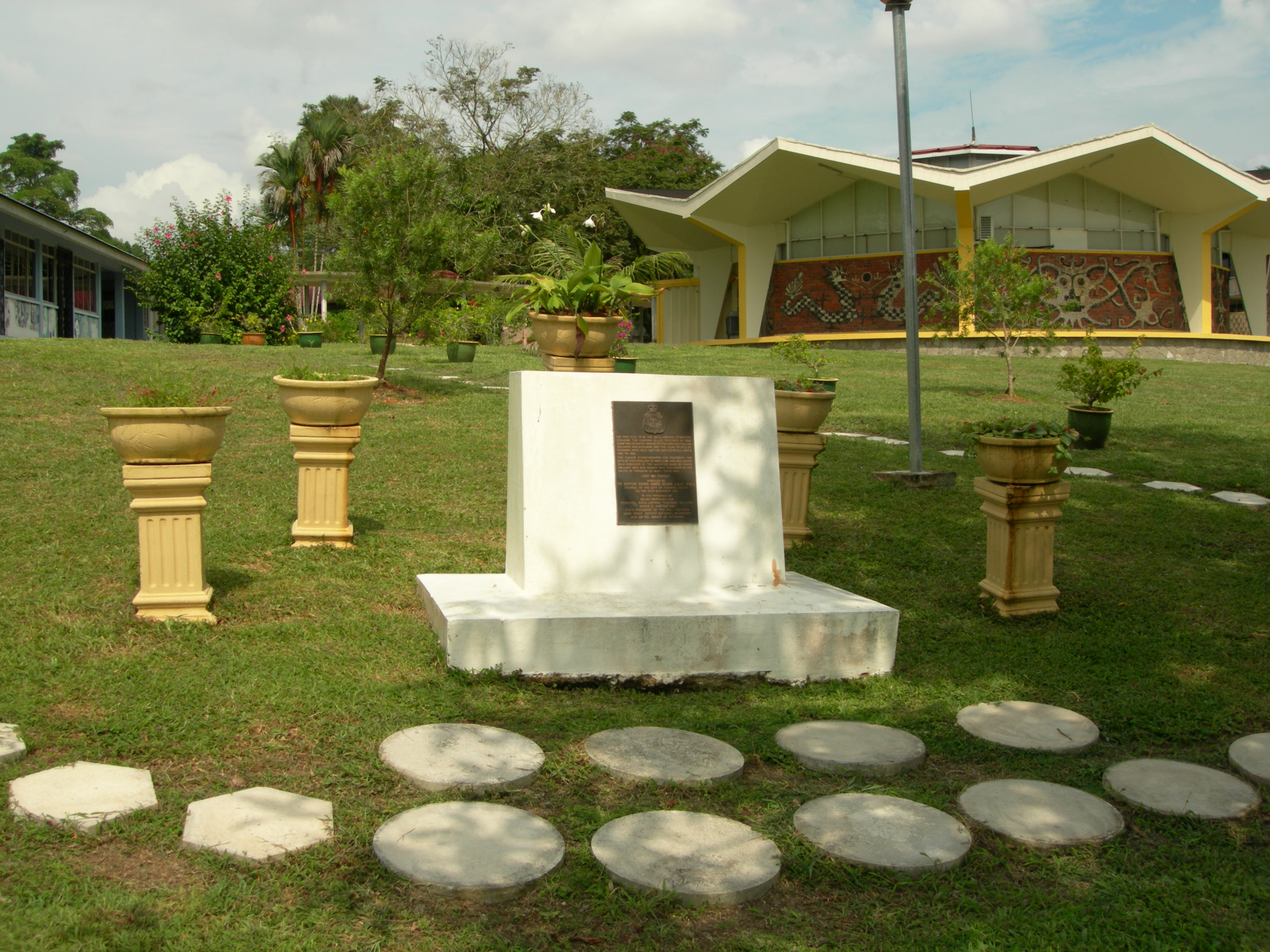
Monumento del campo de Batu Lintang.